# Princeton-universiteit
Princeton-universiteit (Princeton University) is een Amerikaanse privé-universiteit. De universiteit behoort tot de Ivy League, een groep particuliere universiteiten uit de Verenigde Staten die bekendstaan om hun hoge academische niveau.
Princeton is een van de meest prestigieuze universiteiten ter wereld, met zeer lage toelatingspercentages, en wordt vaak gezien in de top 10 beste universiteiten. De universiteit wordt geassocieerd met 37 Nobelprijswinnaars, 8 winnaars van de Fieldsmedaille, 9 Turing Award-winnaars, en 204 alumni van de Rhodesbeurs.

## Geschiedenis
De universiteit werd in 1746 gesticht in Elizabeth (New Jersey) als "College of New Jersey". In 1756 verplaatste men het college naar Princeton (New Jersey), waar zij gehuisvest werd in Nassau Hall, genoemd naar Willem III van Oranje. Pas in 1896 werd de universiteit omgedoopt in Princeton-universiteit. Princeton was de vierde universiteit in de geschiedenis van de Verenigde Staten die begon met het geven van lessen. Daarmee behoort Princeton tot de negen Colonial Colleges, de negen Amerikaanse universiteiten die opgericht werden voor de Amerikaanse Revolutie.

### Oranje en Zwart
De officiële kleuren van Princeton, zoals terug te vinden in het wapen van de universiteit, zijn oranje en zwart. In 1866 werd oranje voor het eerst gebruikt door studenten, als referentie naar Willem III van Oranje. In 1873 kwam daar zwart bij. Deze kleurencombinatie werd officieel erkend door de universiteit in 1896, hoewel Professor Marquand aangaf dat de juiste kleuren van het huis Nassau (oranje en blauw) de voorkeur verdienden. Ten slotte werd de precieze tint van 'Princeton-oranje' vastgelegd in 1941, gebaseerd op een stuk vlaggendoek dat gebruikt werd tijdens een bezoek van Koningin Juliana in datzelfde jaar.

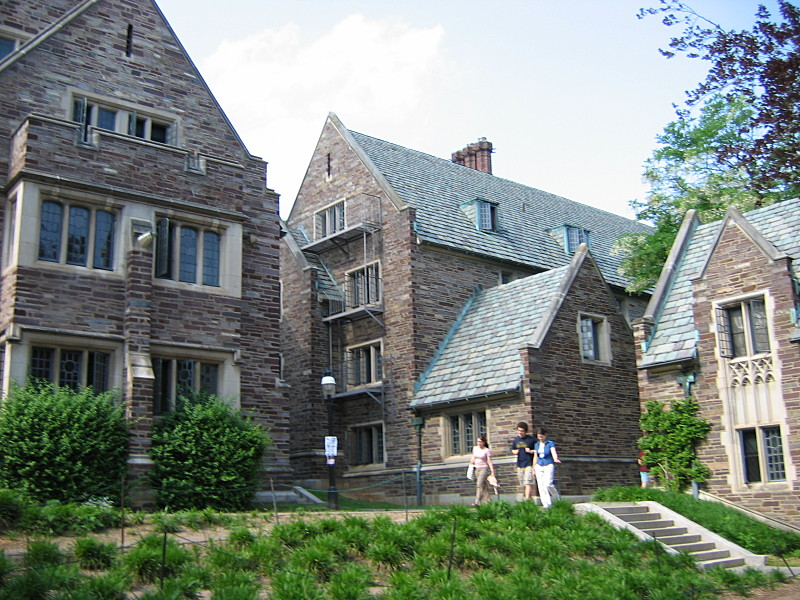
Cuyler, Class of 1903, en Walker Hall

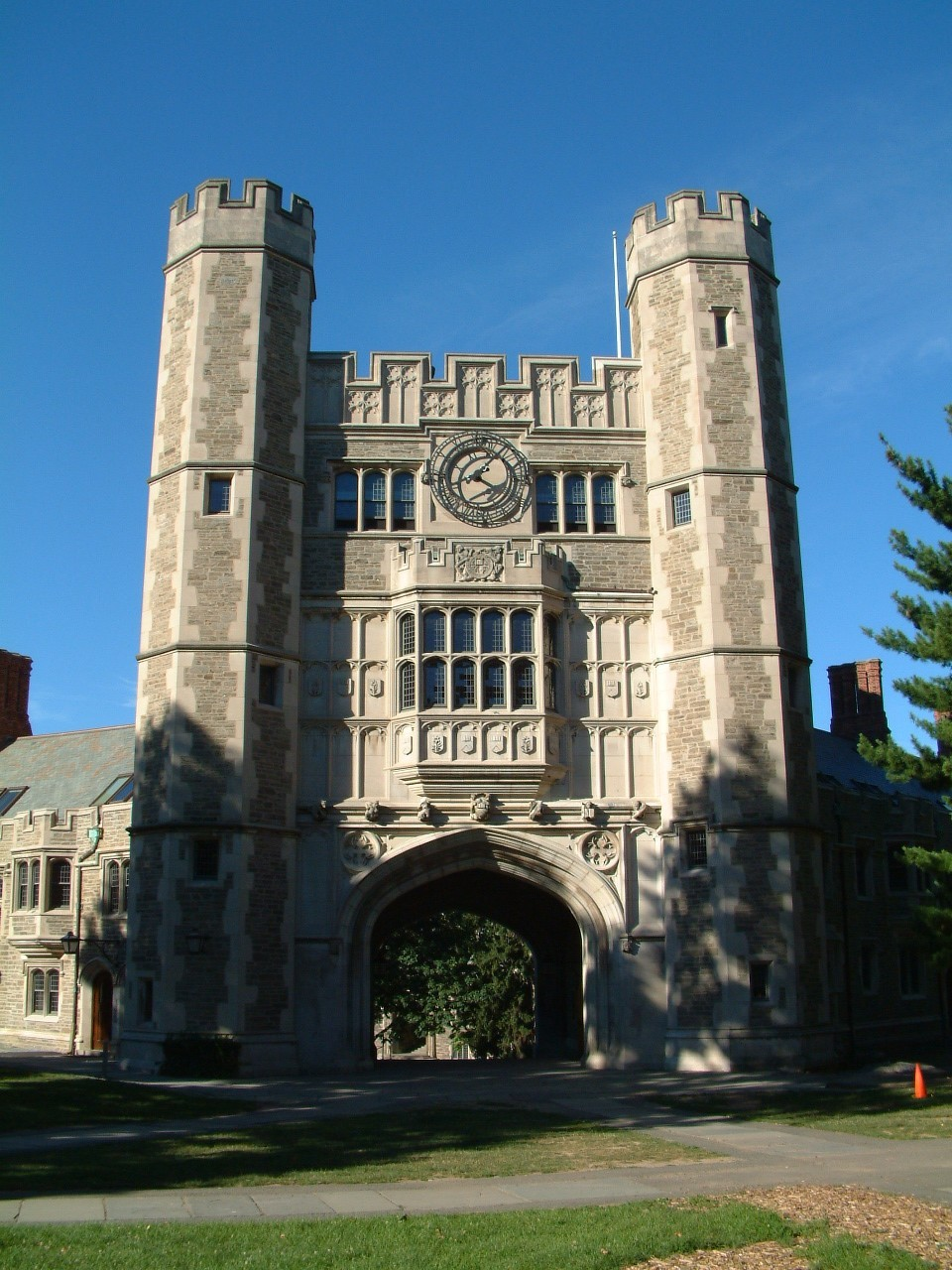
Blair Hall

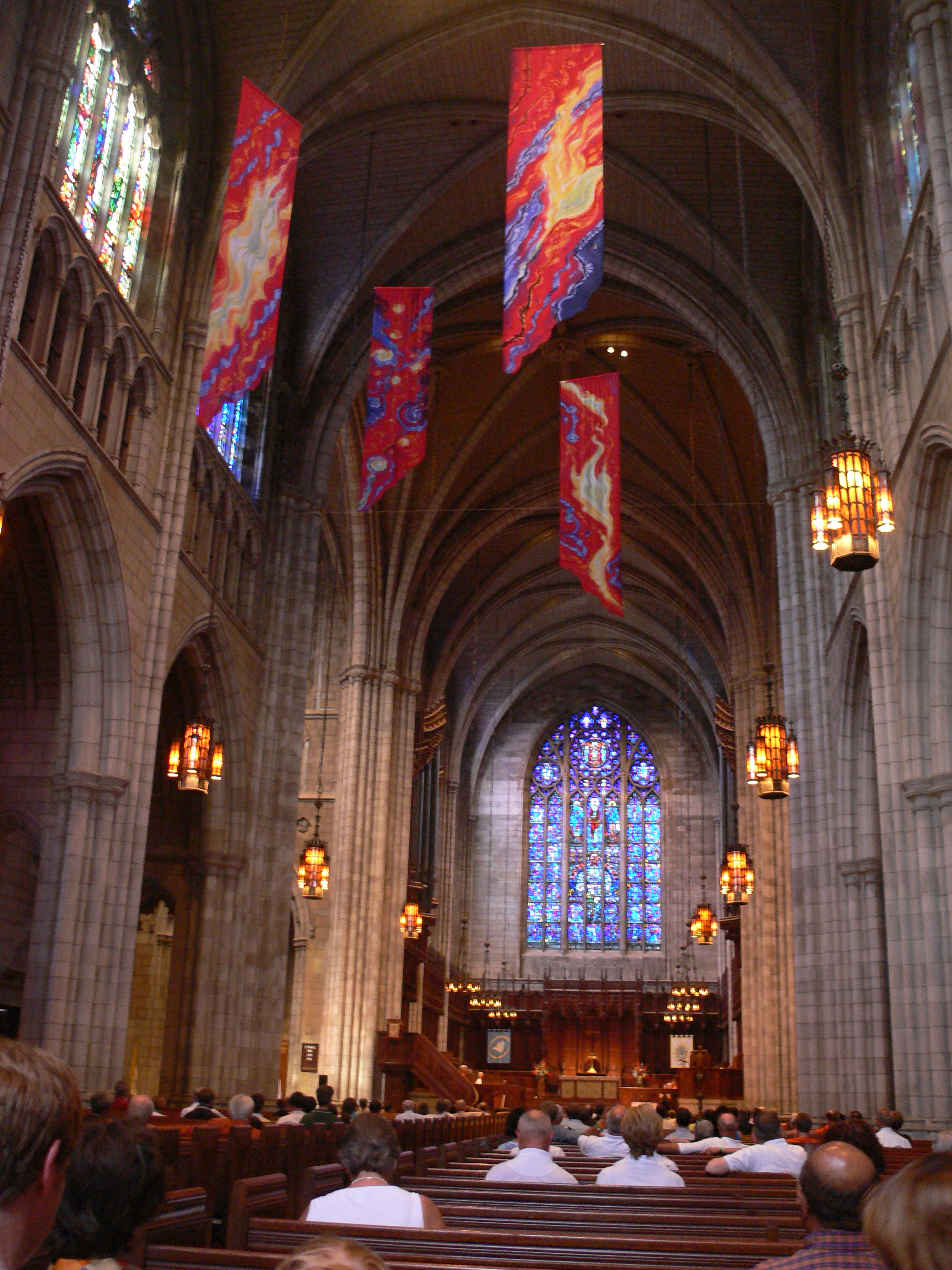
Princeton Kapel

## Toelating en financiën
Princeton is een van de meest selectieve universiteiten in de Verenigde Staten. In 2021 werd slechts 4,38% van de aanmeldingen voor de bacheloropleiding geaccepteerd. Ter vergelijking (2013): Harvard accepteerde 6,9% en Yale 7,5%. In 2011 beoordeelde the Business Journal Princeton als de meest selectieve bacheloropleiding in de oostelijke Verenigde Staten, boven onder andere Harvard, Yale, MIT en Columbia.
Met financiële voorzieningen van US$37,3 miljard (2021) is de Princeton-universiteit een van de rijkste universiteiten ter wereld. Hoewel er twee universiteiten zijn in de V.S. met nog meer financiële middelen, heeft Princeton het meeste geld beschikbaar per student in de wereld (meer dan US$2 miljoen voor undergraduates). Deze significante financiële voorzieningen worden gehandhaafd dankzij donaties van Princeton-alumni en investeringen onder toezicht van investeringsadviseurs.
Veel van Princetons welvaart wordt gebruikt om financiële steun te verlenen aan studenten. In 2001 was Princeton de eerste universiteit die leningen schrapte uit zijn financiële steunprogramma. Sinds 2001 bestaat financiële steun alleen nog maar uit beurzen, die als gift worden gegeven en dus niet meer terugbetaald hoeven te worden. Ongeveer 60% van de studenten ontvangt financiële steun. U.S. News & World Report en Princeton Review noemen beide Princeton als de universiteit met de minste studenten met een schuld na het afstuderen. Princeton schat dat afgestudeerden met financiële steun een schuld van $2.360 hebben, tegenover een landelijk gemiddelde van ongeveer $20.000.

## Rankings

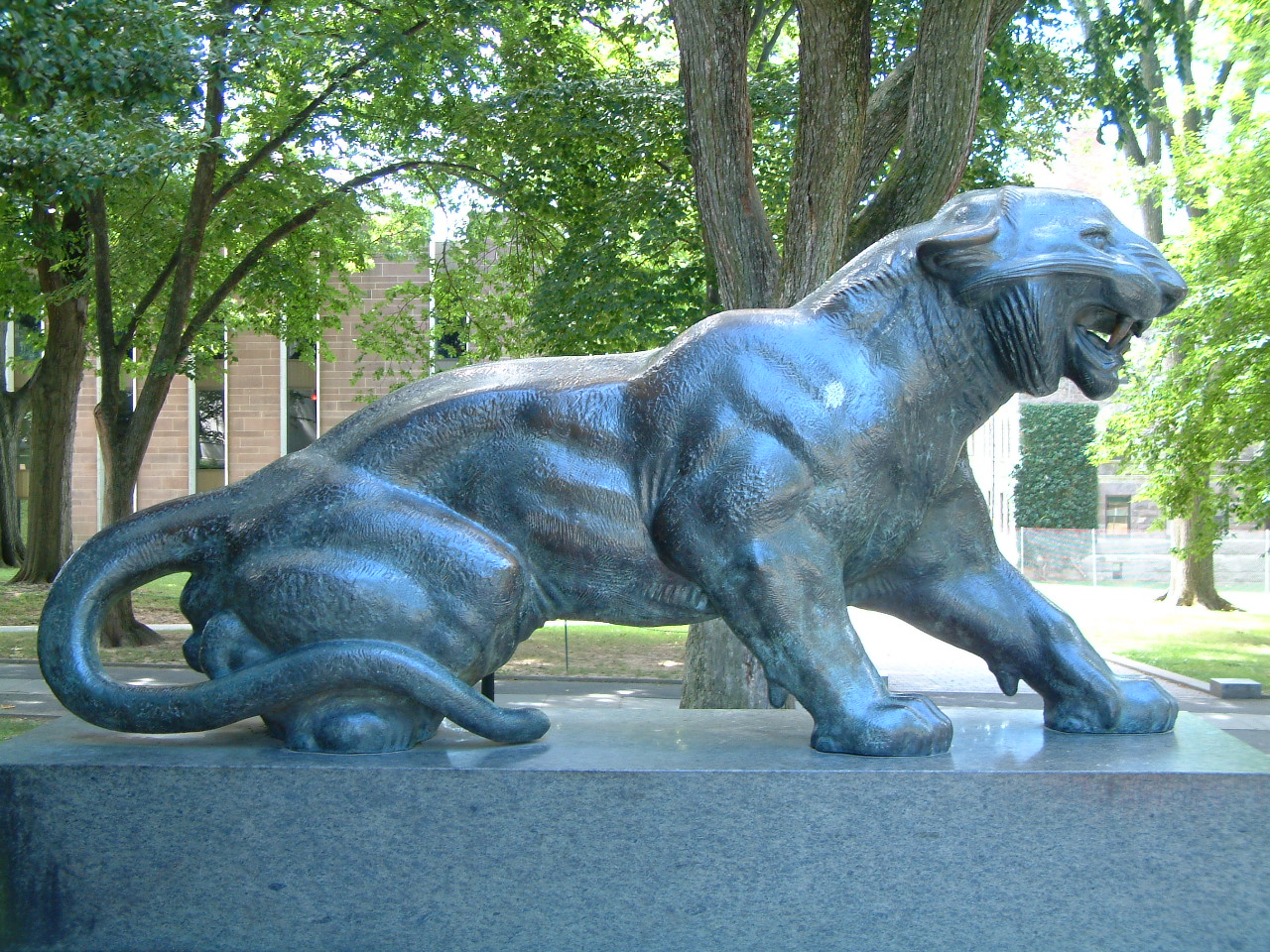
Princeton Tijger

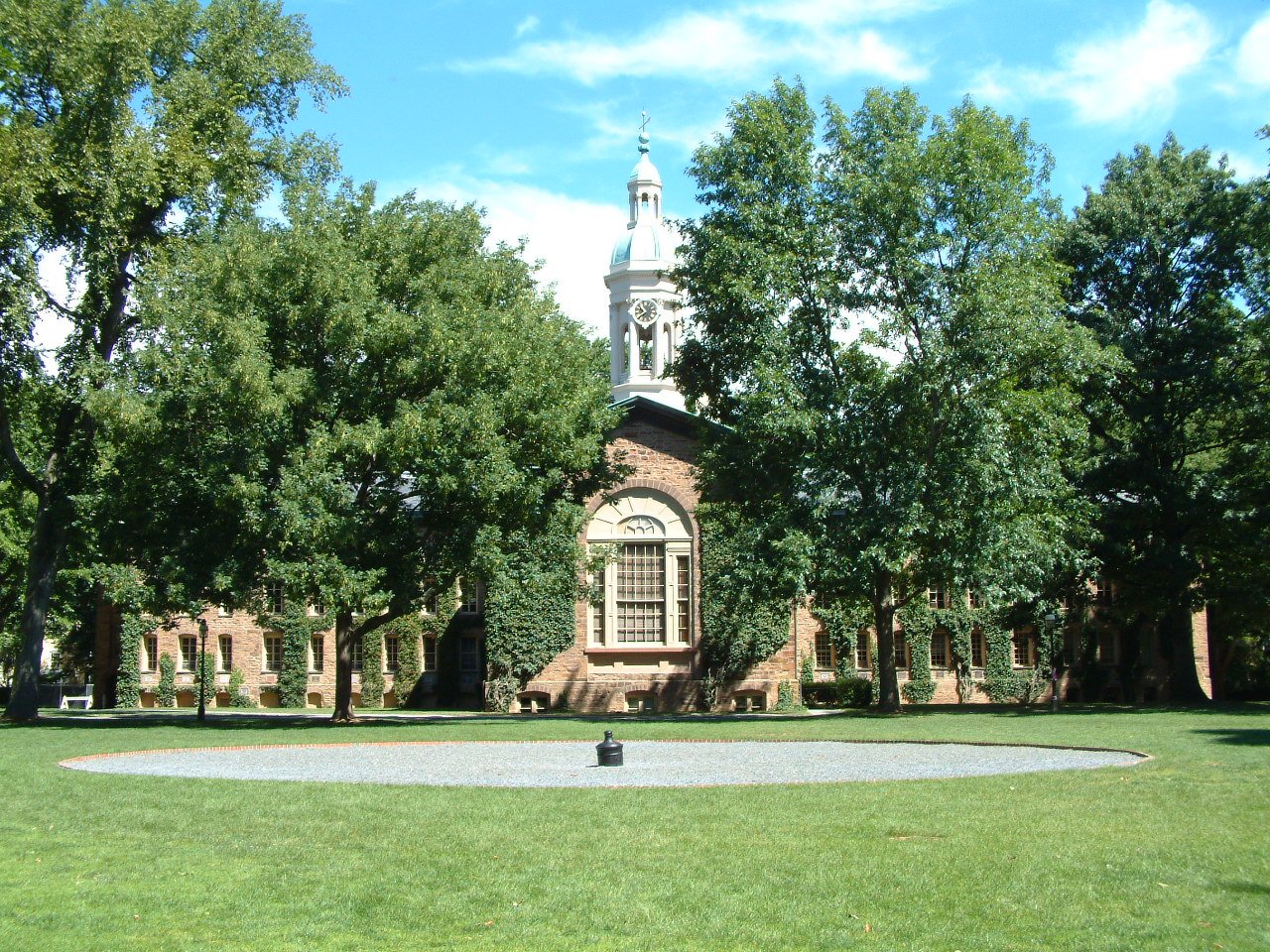
Nassau Hall

Van 2001 tot 2010 werd Princeton gerangschikt op de eerste of tweede plaats van beste universiteiten in de VS door U.S. News & World Report, waarbij Princeton 9 van de 10 jaar op de eerste plaats stond. Na een tweede plaats in 2009, keerde Princeton weer terug naar de (met Harvard gedeelde) eerste plaats in 2010. De Shanghai Jiao Tong University kende Princeton een 8e plaats toe wereldwijd. Princeton werd als 5e universiteit ter wereld beoordeeld in de Natuurwetenschappen door het Times Higher Education Supplement (THES). In dezelfde ranking werd de universiteit als 8e wereldwijd beoordeeld en als 3e in de Verenigde Staten, achter Harvard en Yale.
Ook Princetons individuele departementen genieten hoog aanzien. In het 2009 US News & World Report "Graduate School classificering", werden alle veertien van Princetons doctoraalprogramma's gerangschikt in hun respectieve top 20, 7 van hen in de top 5, en vier van hen op de eerste plaats (Wiskunde, Economie, Geschiedenis, Politicologie)
In "America's Best Colleges" door Forbes Magazine in 2008 was Princeton de beste universiteit in de Verenigde Staten. De Forbes-ranglijst neemt in de beoordeling ook mee hoeveel prijzen er zijn gewonnen door studenten en medewerkers, evenals hoeveel alumni er in de laatste uitgave van "Who's Who in America" vermeld worden.
Nationaal
- 2e (Forbes Magazine)
- 1e (U.S. News & World Report)
- 7e (Academic Ranking of World Universities)
- 2e (Consus Composite)
- 3e (THES)

Wereldwijd
- 8e (Academic Ranking of World Universities)
- 8e (Times Higher Education World University Rankings)

In de Princeton Review-ranglijst van de “zachtere aspecten”, staat Princeton op de eerste plaats nationaal in “studenten tevreden met financiële steun” en derde nationaal in “gelukkigste studenten”. Verder wordt Princetons campus gezien als een van de mooiste ter wereld.

## Residential Colleges

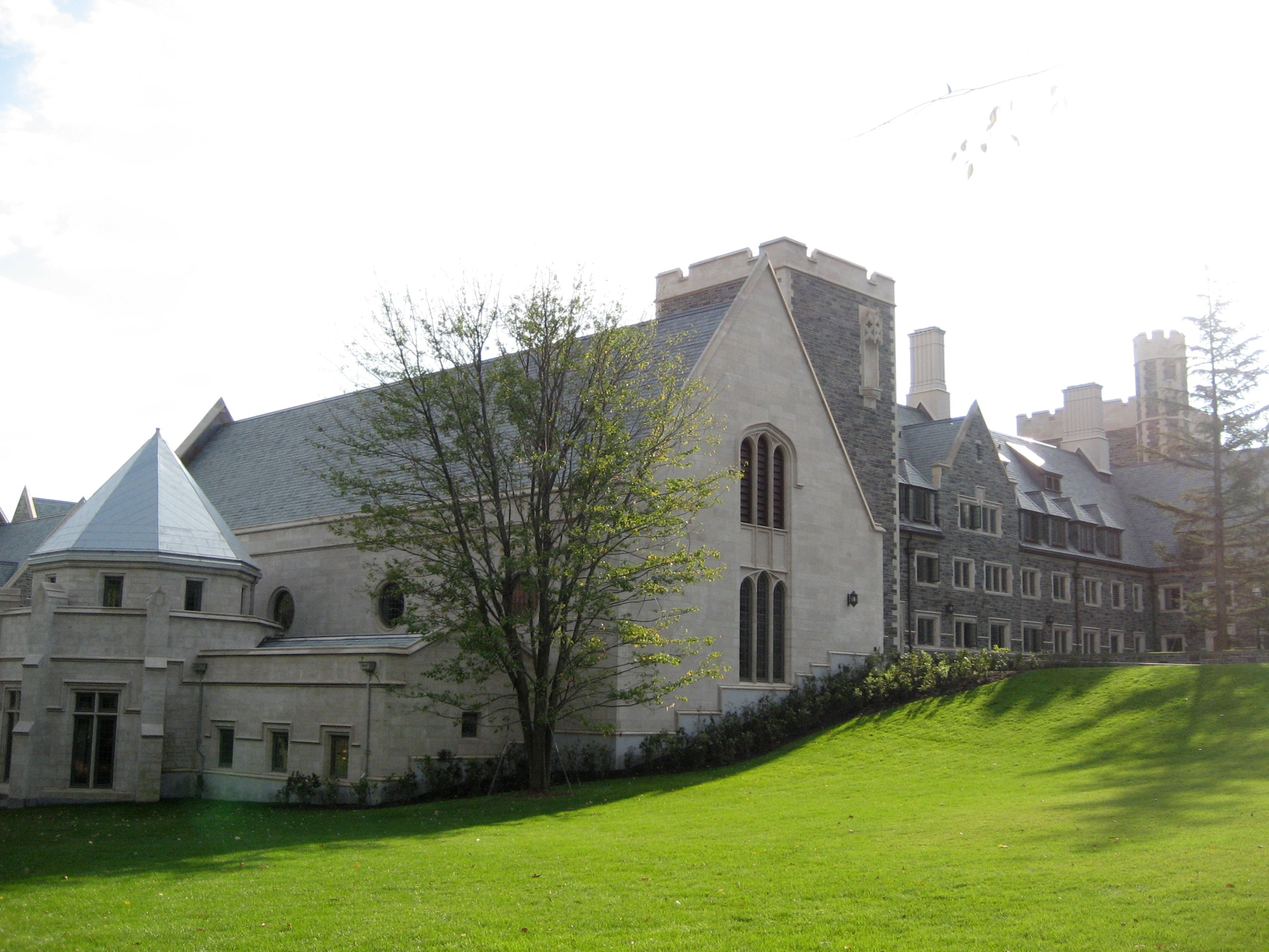
Whitman College

Princeton heeft 6 zogenaamde Residential Colleges. Dit zijn woongemeenschappen voor bachelorstudenten. Elk College huisvest ongeveer 500 eerstejaars, tweedejaars en een aantal derde- en vierdejaars studenten. Elk college beschikt over kamers waar de studenten leven, een eetzaal, en verschillende andere voorzieningen zoals studieruimten, een bibliotheek, danszalen, sportfaciliteiten en speelruimtes met onder andere televisies, tafeltennistafels en airhockey.
Rockefeller College en Mathey College zijn gelegen in de noordwestelijke hoek van de campus. Princetonbrochures stellen vaak hun gotische architectuur tentoon. Zoals de meeste gotische gebouwen in Princeton, dateren ze van vóór het Residential Collegesysteem en werden ze gebruikt als slaapzalen voordat ze onderdeel werden van een Residential College.
Wilson College en Butler College, gelegen ten zuiden van het centrum van de campus, werden gebouwd in de jaren zestig. Wilson diende als een vroeg experiment van het gebruik van het Residential Collegesysteem. Butler, net als Rockefeller en Mathey, was een verzameling gewone slaapzalen totdat de toevoeging van een eetzaal het een Residential College maakte. Algemeen beschouwd als lelijk door hun modernistische architectuur, werden de slaapzalen van de Butler Quad in 2007 gesloopt. Butler is recent heropend als een Residential College, dat studenten uit alle jaren huisvest.
Forbes College is gelegen op de locatie van de historische Princeton Inn, een gracieus hotel met uitzicht op de Princeton golfbaan. De Princeton Inn, oorspronkelijk gebouwd in 1924, was vele jaren gastheer voor belangrijke symposia en bijeenkomsten van gerenommeerde wetenschappers van zowel de universiteit als het nabijgelegen Institute for Advanced Study. Forbes huisvest momenteel meer dan 400 studenten. Butler en een groot gedeelte van Forbes bevinden zich in een andere gemeente (namelijk Princeton Township) dan de rest van de campus, die zich in Princeton Borough bevindt.
In 2003 begon Princeton met de bouw van een zesde college. Whitman College. Het College is vernoemd naar haar hoofdsponsor, Meg Whitman, de voormalige CEO van eBay, en zelf Princeton-alumnus (1977). Deze nieuwe slaapzalen werden gebouwd in de neogotische stijl en zijn ontworpen door architect Demetri Porphyrios. De bouw werd voltooid in 2007 en Whitman College werd ingehuldigd als zesde Residential College van Princeton in datzelfde jaar.
De voorloper van het huidige Amerikaanse Collegesysteem werd oorspronkelijk voorgesteld door Princeton-president Woodrow Wilson in het begin van de 20e eeuw. Het collegesysteem bestond echter al 800 jaar in Groot-Brittannië aan Universiteit van Oxford en Cambridge University. Wilsons model leek meer op Yales huidige systeem, dat gebruikmaakt van Residential Colleges. Het plan werd voor het eerst geprobeerd bij Yale, maar het bestuur was aanvankelijk ongeïnteresseerd; een geërgerde alumnus, Edward Harkness, betaalde uiteindelijk om het collegesysteem in de jaren twintig geïmplementeerd te krijgen bij Harvard. Dit leidde tot het vaak geciteerde aforisme dat het collegesysteem een idee is van Princeton dat aan Harvard werd uitgevoerd met financiering van Yale.

## Studentenleven en cultuur
Huisvesting op de campus wordt door de universiteit gegarandeerd voor alle studenten gedurende hun vierjarige bacheloropleiding. Dit heeft als resultaat dat meer dan 98 procent van de studenten op de campus in slaapzalen wonen. Eerste- en tweedejaars moeten in een van de Residential Colleges wonen, terwijl derde- en vierdejaars normaal gesproken in de daarvoor aangemerkte 'upperclassman'-slaapzalen wonen. De werkelijke slaapzalen zijn vergelijkbaar, met het verschil dat alleen de Residential Colleges eetzalen hebben. Recent hebben derde- en vierdejaars ook de mogelijkheid gekregen de volledige vier jaar in een Residential College door te brengen. Derde- en vierdejaars hebben ook de optie om buiten campus te wonen, maar de hoge huur in de regio rond Princeton moedigt bijna alle studenten aan om in universitaire huisvesting te wonen. 
Het sociale leven draait rond de Residential Colleges en de tien 'Eating Clubs', waar studenten lid van kunnen worden in het tweede semester van hun tweede jaar. Eating Clubs, die niet officieel zijn aangesloten bij de universiteit, hebben een rol als eetzalen en gemeenschappelijke ruimtes voor hun leden. Daarnaast organiseren ze feesten en andere sociale evenementen gedurende het academische jaar.
Princetons zes Residential Colleges organiseren een verscheidenheid aan sociale evenementen uitstapjes en activiteiten, waaronder bezoeken van hoogleraren en andere vooraanstaande mensen. De Residential Colleges zijn misschien het best bekend om hun podiumkunstreizen naar New York. Studenten kunnen zich aanmelden voor reizen naar balletvoorstellingen, opera's, Broadway- shows, sportevenementen en andere activiteiten. De 'Eating Clubs', gelegen op Prospect Avenue, (dat als bijnaam 'the Street' heeft) zijn landhuizen waar de meeste derde- en vierdejaars hun maaltijden eten, daarnaast dienen de clubs 's avonds en in het weekend als sociale verzamelplaatsen voor leden en genodigden. Eens per semester organiseren de Eating Clubs gezamenlijk een muzikaal evenement.

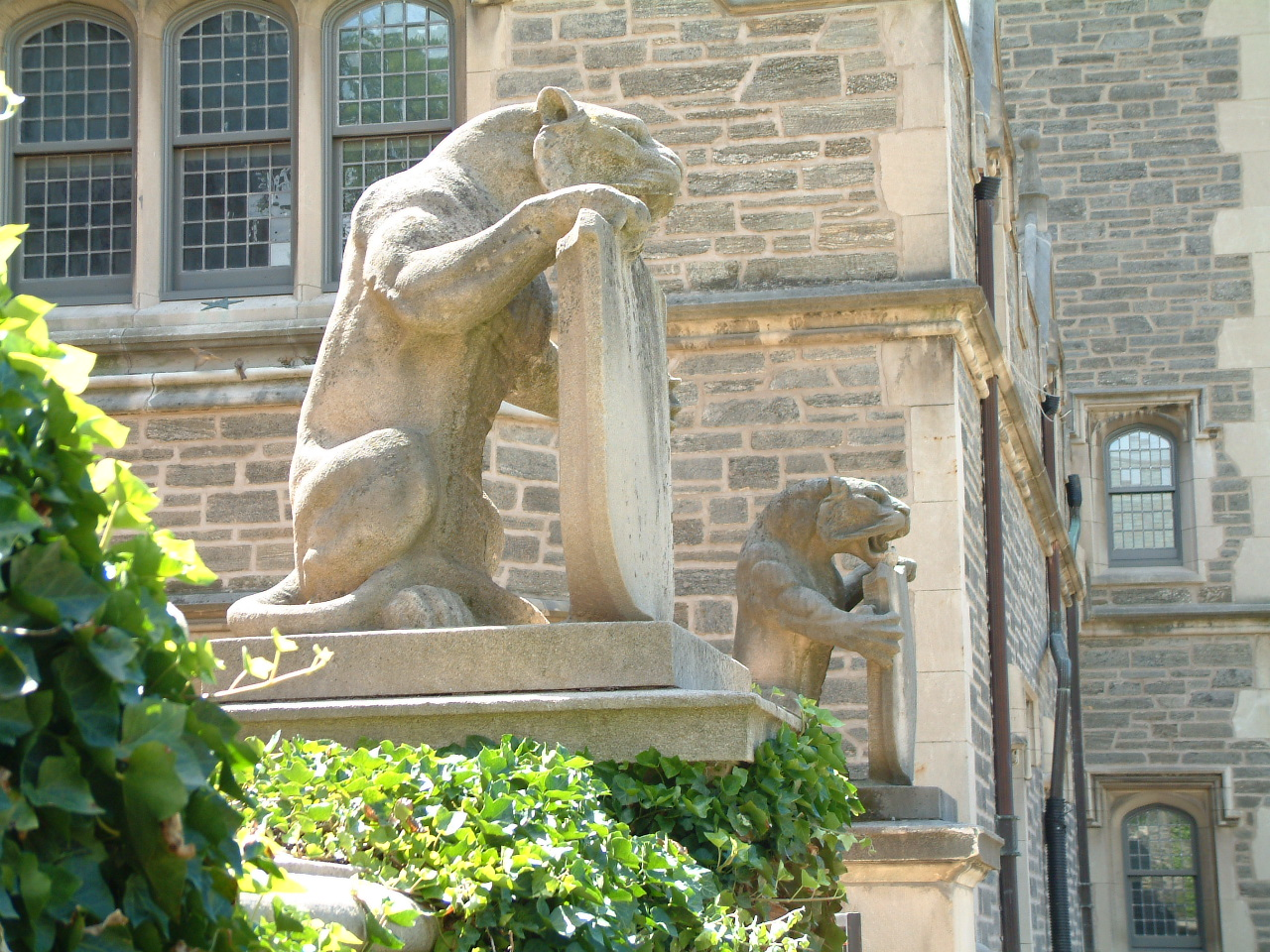
Princeton Tigers
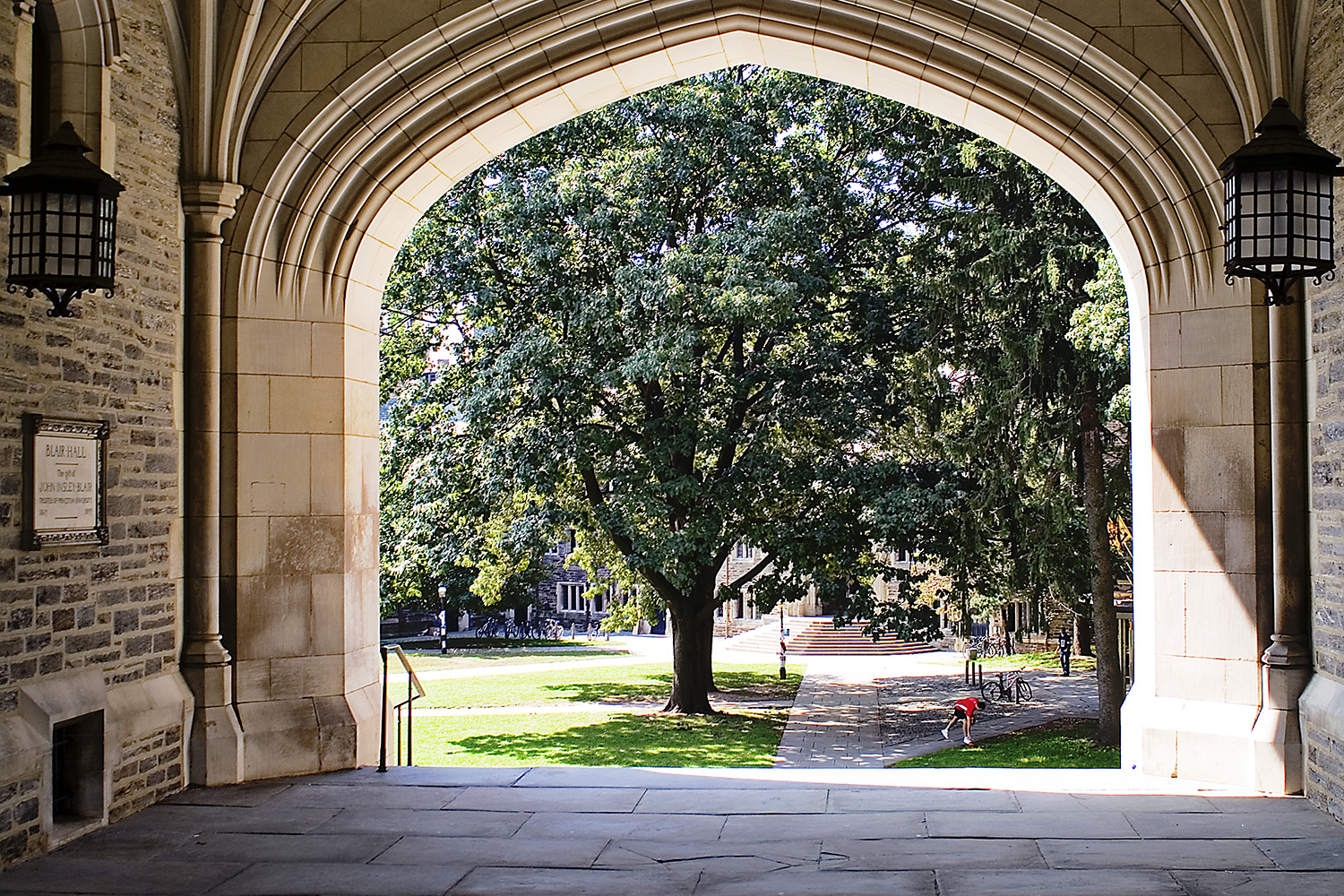
Blair Hall Arch
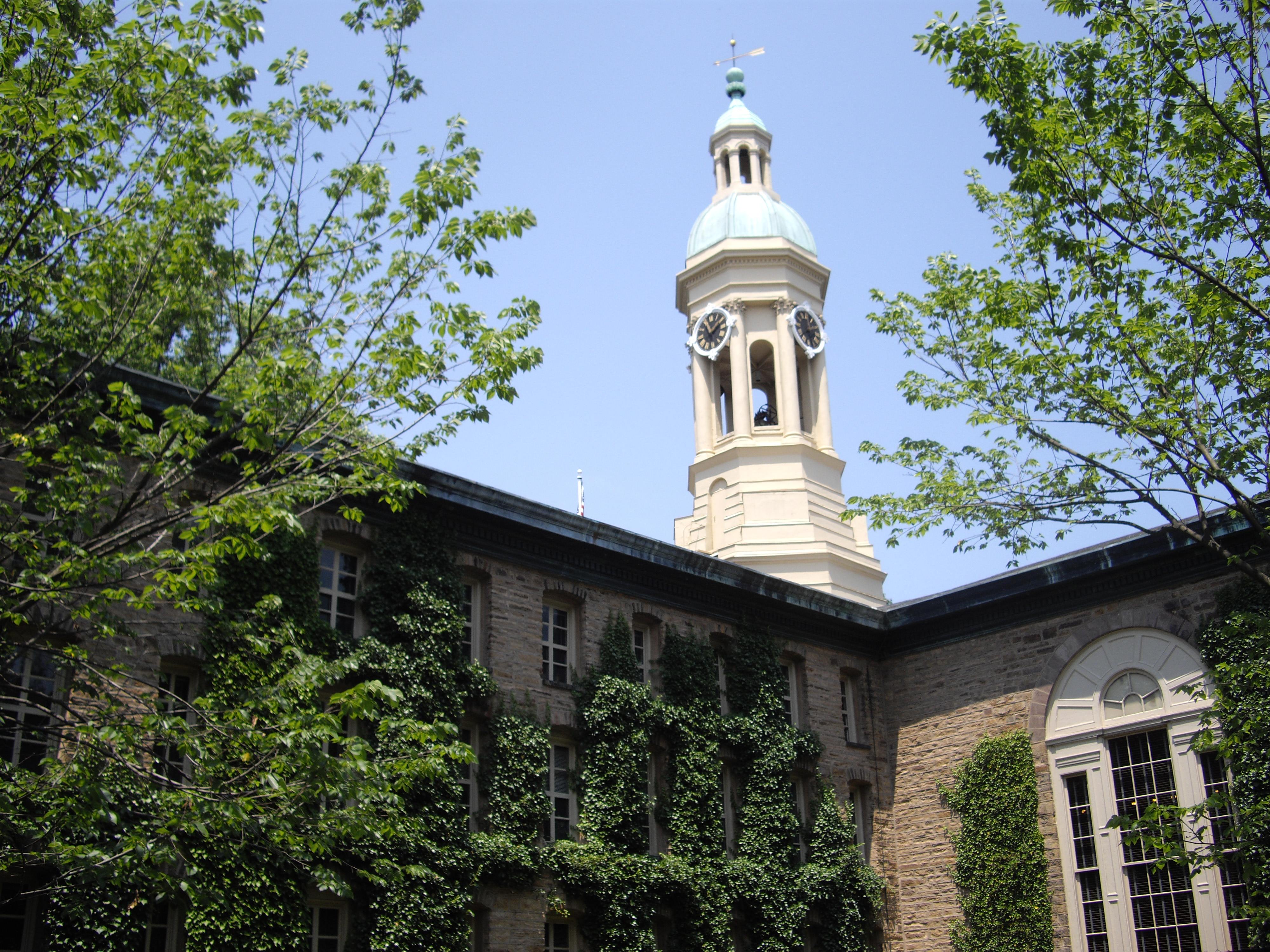
Nassau Hall
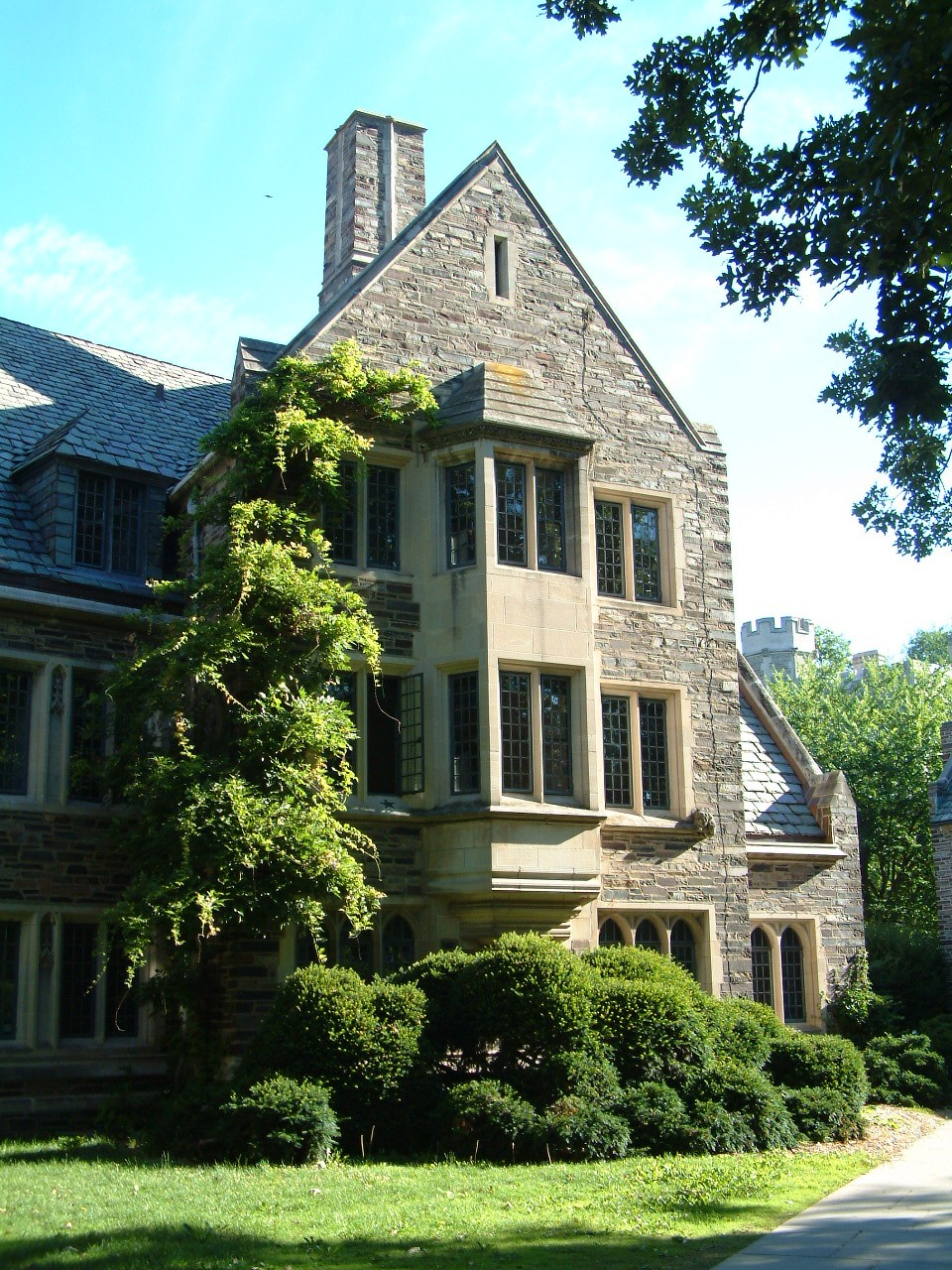
Faulke Hall
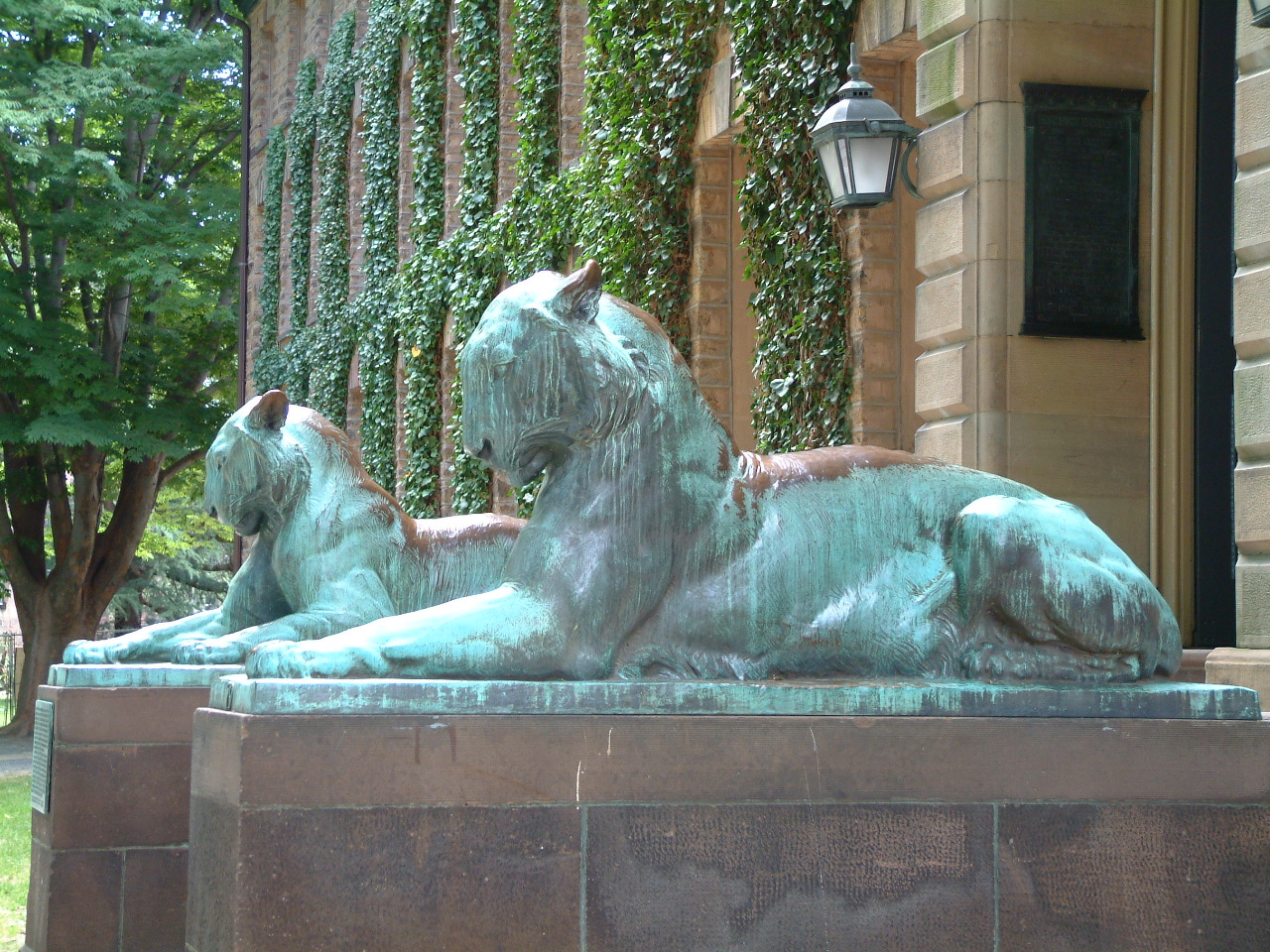
Nassau Tigers

## Tradities
- Arch Sings - Concerten, laat op de avond, door een of meerdere van Princetons dertien a capella groepen. De gratis concerten vinden plaats in een van de grotere bogen (arches) op de campus. De meeste worden gehouden in Blair Arch of de class of 1879 Arch.
- Bonfire - Ceremonieel vreugdevuur dat plaatsvindt in Cannon Green achter Nassau Hall. Het wordt alleen gehouden als Princeton zowel Harvard-universiteit en Yale-universiteit verslaat in American football in hetzelfde seizoen. Het meest recente vreugdevuur werd ontstoken op 18 november 2018.
- Bicker - Selectieproces voor nieuwe leden van een selectieve Eating Club. Aspirant-leden, of bickerees, zijn verplicht om een verscheidenheid van activiteiten uit te voeren op verzoek van de huidige leden.
- Cane Spree - Een competitie tussen de eerstejaars en tweedejaars die wordt gehouden in de herfst. Het evenement richt zich op wandelstok-worstelen, waar een eerstejaars en een tweedejaars strijden over de controle van een wandelstok. Dit komt voort uit een historische eerstejaars opstand tegen een universitaire traditie dat alleen tweede-, derde- en vierdejaars wandelstokken mochten gebruiken, waarin de eerstejaars probeerden de tweedejaars van hun wandelstokken te beroven.
- Class Jackets (bijnaam Bier Jassen) - Elke eindexamenklas ontwerpt een klassenjas, die vooral gedragen wordt tijdens reünies. Het ontwerp wordt vrijwel altijd gedomineerd door Princetons kleuren en tijgermotieven.
- Communiversity - Een jaarlijkse braderie met optredens, kunst, ambachten, en andere activiteiten in een pogingen om de wisselwerking tussen de universitaire gemeenschap en de inwoners van de Princeton te bevorderen.
- Dean's Date - De dinsdag aan het eind van elk semester, wanneer al het schriftelijk werk ingeleverd moet worden. Deze dag geeft het einde van Reading Period en het begin van de eindexamens. Uit traditie verzamelen studenten zich buiten McCosh Hall om medestudenten aan te moedigen, die hun werk hebben overgelaten tot het laatste moment
- FitzRandolph Gates - Aan het einde van Princetons afstudeerceremonie, lopen de nieuwe afgestudeerden door de hoofdingang van de universiteit als symbool voor het feit dat ze de universiteit verlaten. Volgens de traditie zal een student die de campus vroegtijdig via de FitzRandolph Gates verlaat, niet afstuderen.
- Holder Howl - Op middernacht voor Dean's Date verzamelen studenten uit Holder Hall en andere slaapzalen zich op de Holder binnenplaats en nemen deel in een minuut lange gemeenschappelijke schreeuw van frustratie, om de stress van het lange studeren te laten blijken.
- Houseparties - Formele feesten die tegelijkertijd worden georganiseerd door alle Eating Clubs aan het eind van het tweede semester.
- Ivy Stones - Klas gedenkstenen geplaatst op de buitenmuren van de academische gebouwen rond de campus.
- Lawnparties - Feest met live bands die tegelijkertijd door alle Eating Clubs gehouden wordt.
- Locomotive - Chant, traditioneel gebruikt door Princetonians om een bepaald jaar of een bepaalde klas te erkennen. Het gaat: "Hip hip ... ... rah rah rah Tiger Tiger Tiger sis sis sis Boom Boom Boom chicka chicka rahh!" Gevolgd door drie keer het klassenjaar te roepen.
- Newman's Day - Op 24 april proberen studenten 24 biertjes te drinken in 24 uur. Volgens de New York Times, "kreeg de dag zijn naam van een citaat toegeschreven aan Paul Newman: '24 biertjes in krat, 24 uur in een dag. Toeval? Ik denk het niet.' "

## Sport
Als onderdeel van de Ivy League kan Princeton geen sportgerelateerde beurzen aanbieden om atleten te rekruteren. Daarnaast worden ook alle sportteams aan een hoge academische standaard gehouden, zodat Princetons atleten op academisch gebied niet onderdoen voor Princetons niet-atleten. The Princeton Review, een tijdschrift dat niet verbonden is met de universiteit, verklaarde Princeton de 10e sterkste "jock school" in de VS. Princeton wordt ook gerangschikt aan de top van Time's "Sterkste College Sport Teams" lijst. Recent werd Princeton door Sports Illustrated gerangschikt als een top 10-school in de VS voor atleten.
Princetons American footballteam heeft een lange geschiedenis. Princeton speelde tegen Rutgers University in de eerste footballwedstrijd tussen universiteiten in de VS op 6 november 1869. Met een score van 6-4 won Rutgers de wedstrijd, die werd gespeeld met regels die vergelijkbaar zijn aan moderne rugbyregels. Princetons footballteam speelt in de hoogste Amerikaanse nationale divisie (de NCAA Division I). Aan het einde van 2010 had Princeton het aantal van 26 nationale American football titels achter haar naam, meer dan elke andere universiteit in de VS.
Princetons mannen- en vrouwensquashteams hebben in het afgelopen decennium een sterke reputatie verdiend. De mannen wonnen het Ivy League Championship in 2006-2008 en kregen vijf van de afgelopen zeven kampioenschappen een tweede plaats op nationaal niveau toebedeeld.
Ook het mannen-lacrosseteam heeft groot succes genoten sinds begin jaren negentig en wordt algemeen erkend als een grote speler in de hoogste Amerikaanse divisie. Het team heeft won dertien Ivy League-titels (1992, 1993, 1995-2004, 2006) en zes nationale titels. (1992, 1994, 1996-1998, 2001) Ook het vrouwenlacrosseteam kon zichzelf driemaal in de laatste 20 jaar nationaal kampioen noemen.
Roeien is Princetons grootste sportprogramma, en een van de meest succesvolle. Tussen 2000 en 2010 wisten de Princetonroeiers (zowel mannen en vrouwen) een totaal van 14 Eastern Sprints, IRA (nationaal), en NCAA (nationale) kampioenschappen te winnen, evenals twee internationale evenementen op de Henley Royal Regatta.
Princetons basketball team is vooral bekend voor het verslaan van de nationale kampioen UCLA in 1996. De Princeton offense is een zeer bekende tactiek die vernoemd is naar de tactiek die Princeton gebruikte in deze wedstrijd. Ook in 2011 haalde Princeton de finaleronde van het nationale NCAA-toernooi door Harvard te verslaan in een play-off.
Het Princeton-vrouwenvolleybalteam heeft dertien Ivy League-titels en in 1998 werd het mannenvolleybalteam het eerste team van een school die geen sportbeurzen aanbiedt dat de NCAA Final Four (beste vier landelijk) haalde in 25 jaar.
Princeton beschikt ook over een sterk voetbalprogramma. Het mannenteam heeft 7 nationale kampioenschappen op zijn palmares. In 2004 bereikte daarnaast het vrouwenteam de Final Four in de NCAA-toernooi (beste vier landelijk). Het werd het enige Ivy League-team (mannen of vrouwen) die dit heeft bereikt in een 64-teamtoernooi.
Ook Princeton Rugby heeft een rijke historie als een van de oudste rugbyclubs in de VS; het team werd opgericht 1876. Het team won de Ivy League-kampioenschappen van 2004, 1979, 1977, 1973, 1971 en 1969 en kan daarnaast mannen als Woodrow Wilson en William Clay Ford, Jr tot zijn alumni rekenen. Verder bestaat een groot gedeelte van het New-Jersey All-State-rugbyteam, inclusief de aanvoerder, uit Princeton-rugbyspelers.

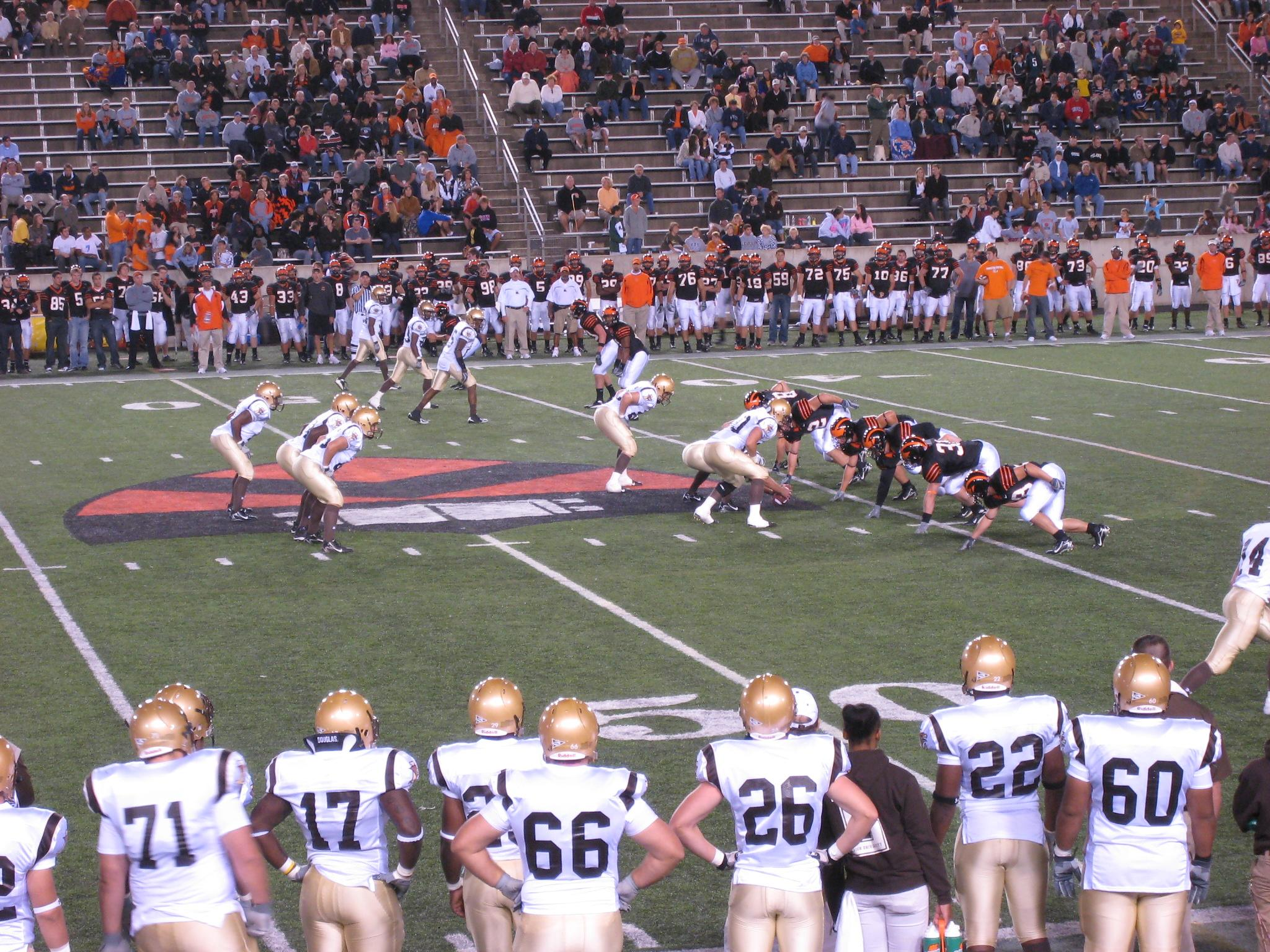
Princeton Football
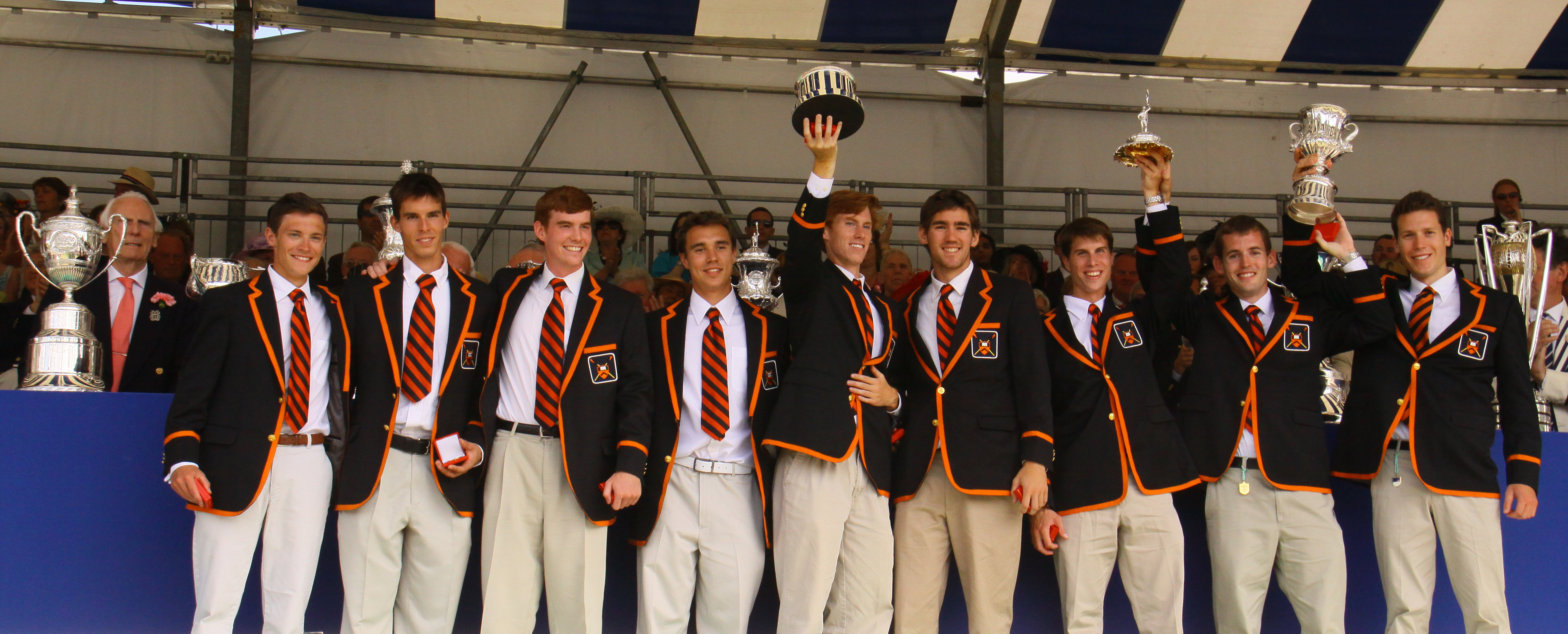
Princeton Crew Henley 2009
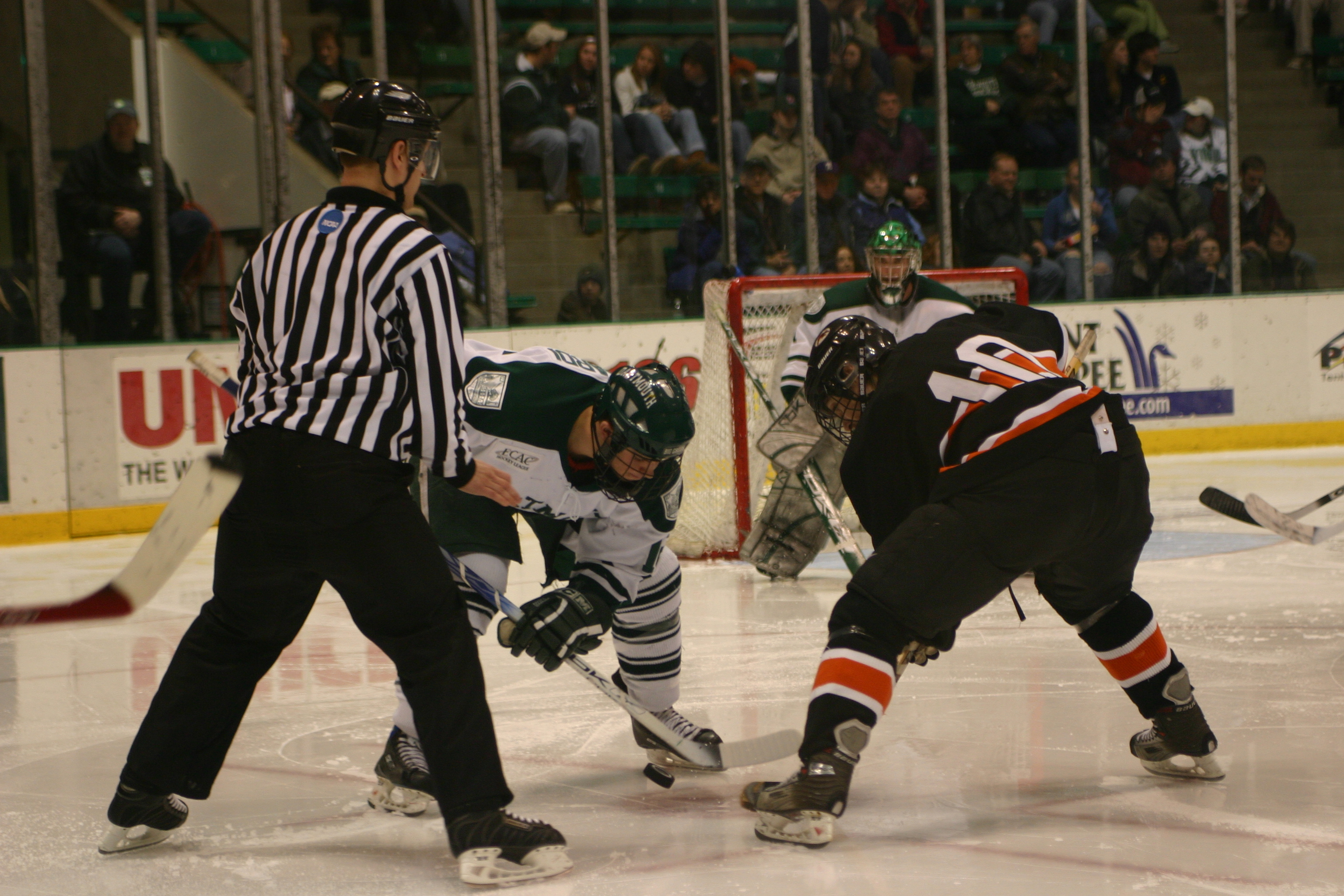
Princeton Ice Hockey

## Alumni en professoren
Tot de voormalig studenten van Princeton behoren onder meer de Amerikaanse presidenten James Madison, Woodrow Wilson en John F. Kennedy, koningin Noor van Jordanië, voormalig first lady van de Verenigde Staten Michelle Obama, Amerikaanse generaal en voormalig directeur van de CIA David Petraeus. 
Daarnaast heeft Princeton verschillende Nobelprijs-winnaars voortgebracht, onder wie Gary Becker, Richard Feynman en Toni Morrison. In totaal worden er 37 Nobelprijs-winnaars met Princeton geassocieerd. 
Eric Schmidt van Google, Meg Whitman van Ebay en HP, en Jeff Bezos van Amazon.com zijn enkele alumni uit het zakenleven. 
Alumni van Princeton op cultureel gebied zijn onder anderen schrijver F. Scott Fitzgerald, regisseur Ethan Coen, acteur David Duchovny, acteur Wentworth Miller en actrice Brooke Shields. Ten slotte genieten oud-studenten als John Forbes Nash (A Beautiful Mind) en Alan Turing (The Imitation Game) bekendheid door biografische films over hun leven.
Ook in de fictionele wereld bevinden zich alumni van Princeton. Onder hen vallen onder anderen Bruce Wayne (Batman), Doctor Manhattan (Watchmen), Charlie Eppes en Larry Fleinhardt (Numb3rs), president Charles Logan (24) en Jack Donaghy (30 Rock).
Verder hebben verscheidene academici aan Princeton gewerkt, evenals wetenschappers zoals Albert Einstein, die werkte aan het Institute for Advanced Study in Princeton. Dit onderzoekscentrum (waar Robbert Dijkgraaf de directeur van is) is formeel geen onderdeel van de universiteit, maar onderhoudt er een sterke band mee.

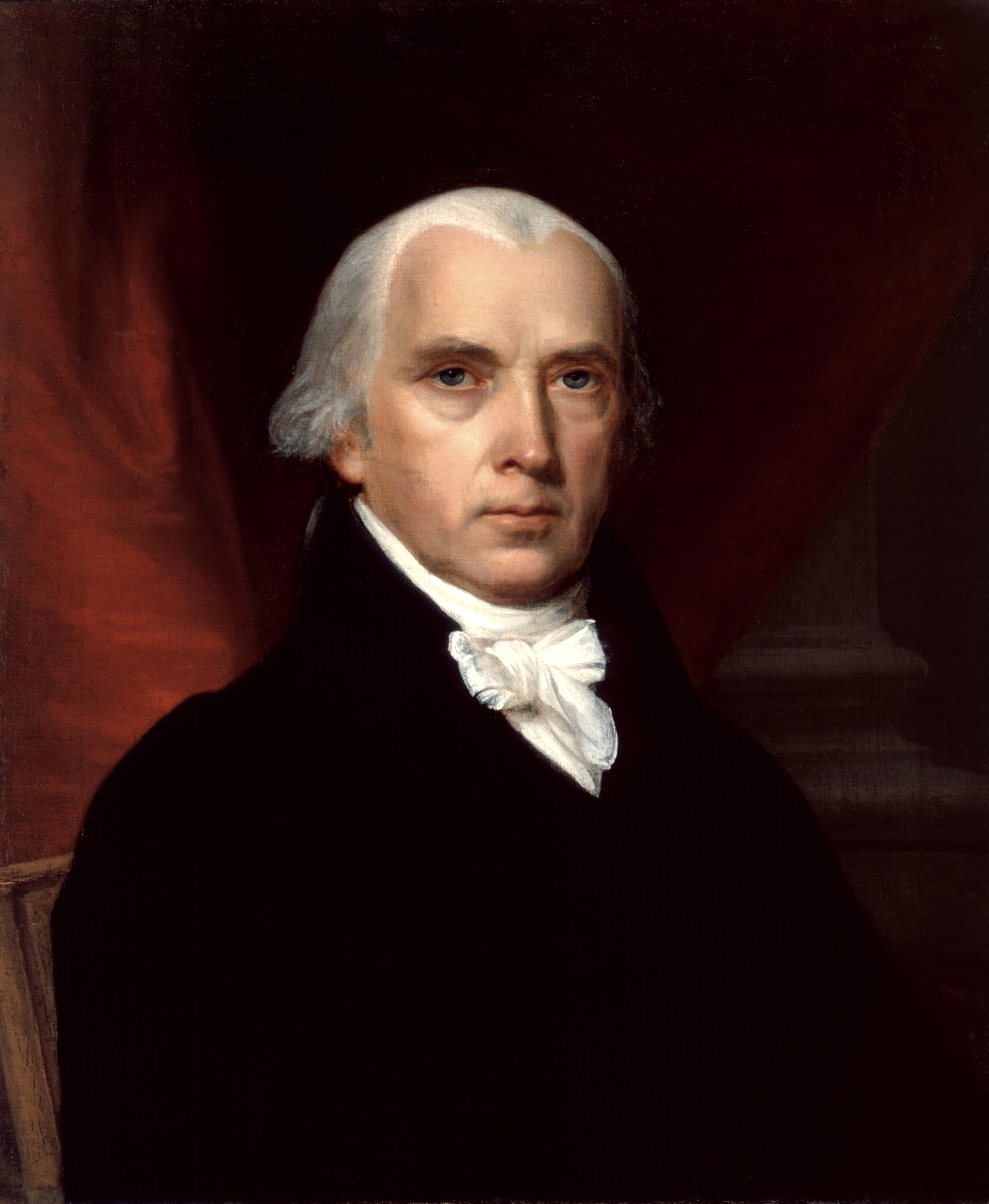
James Madison
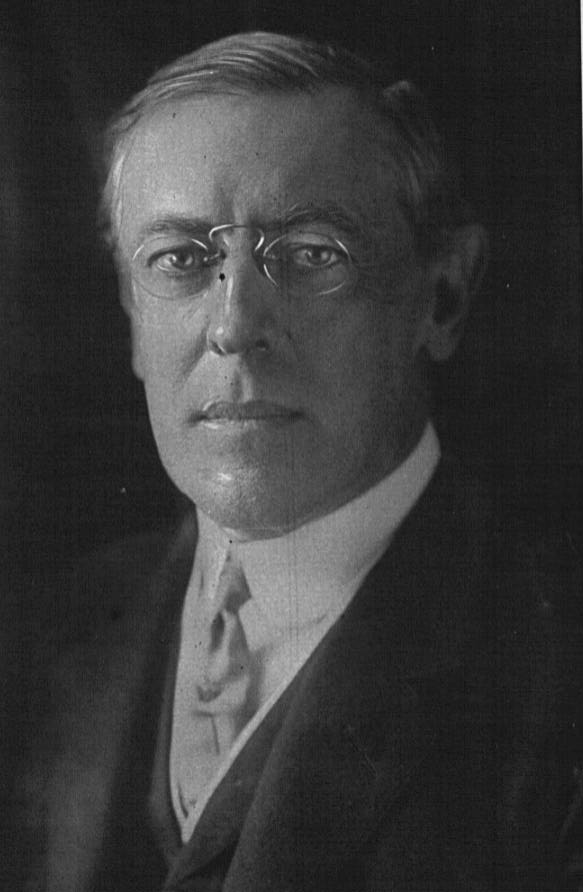
Woodrow Wilson
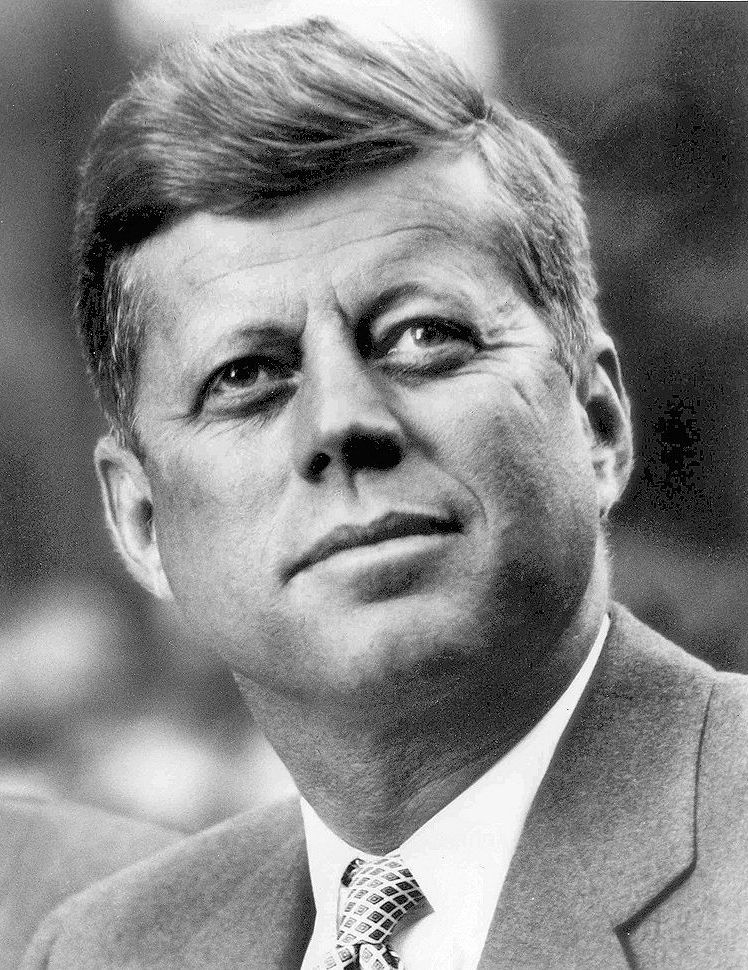
John F. Kennedy
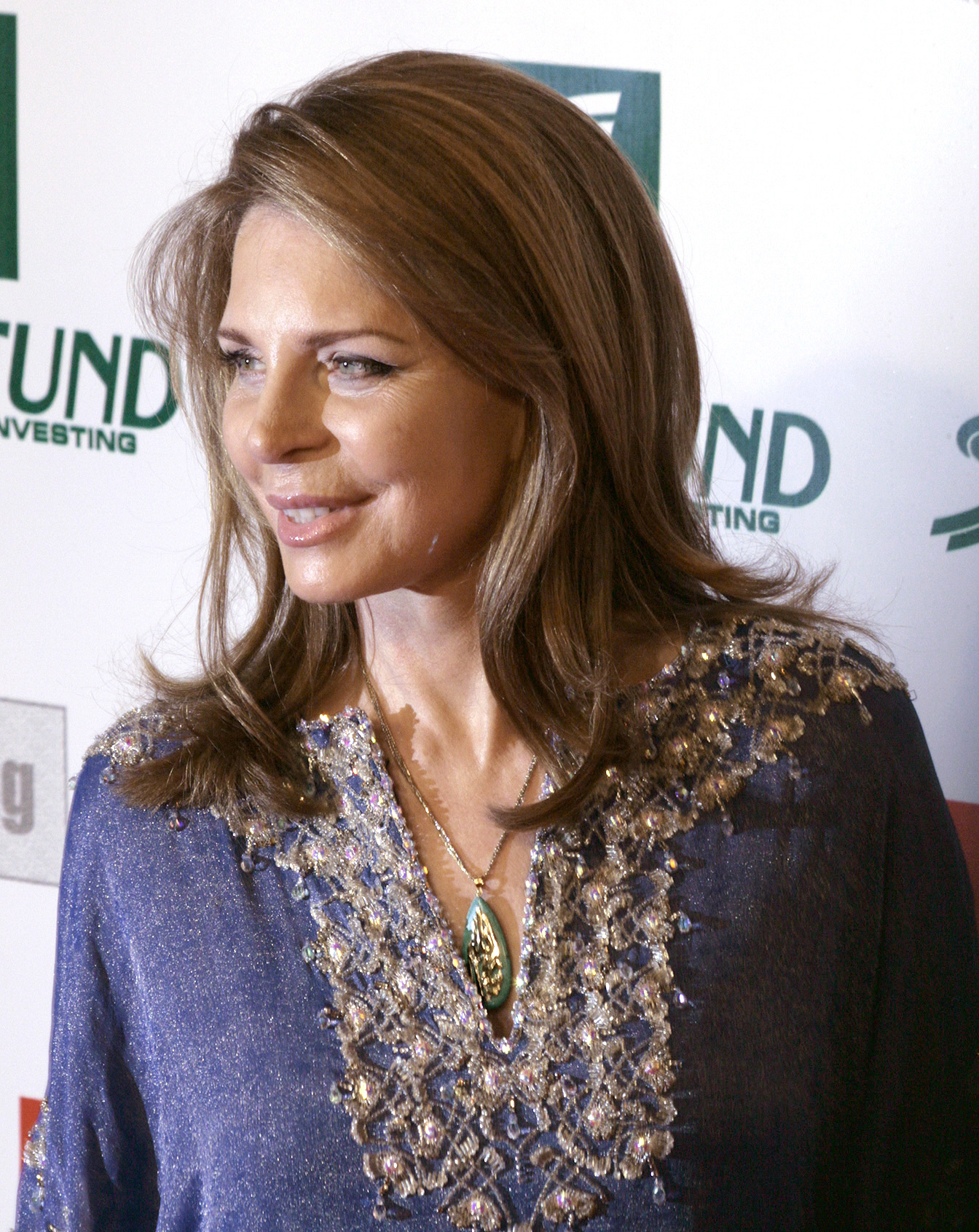
Koningin Noor van Jordanië
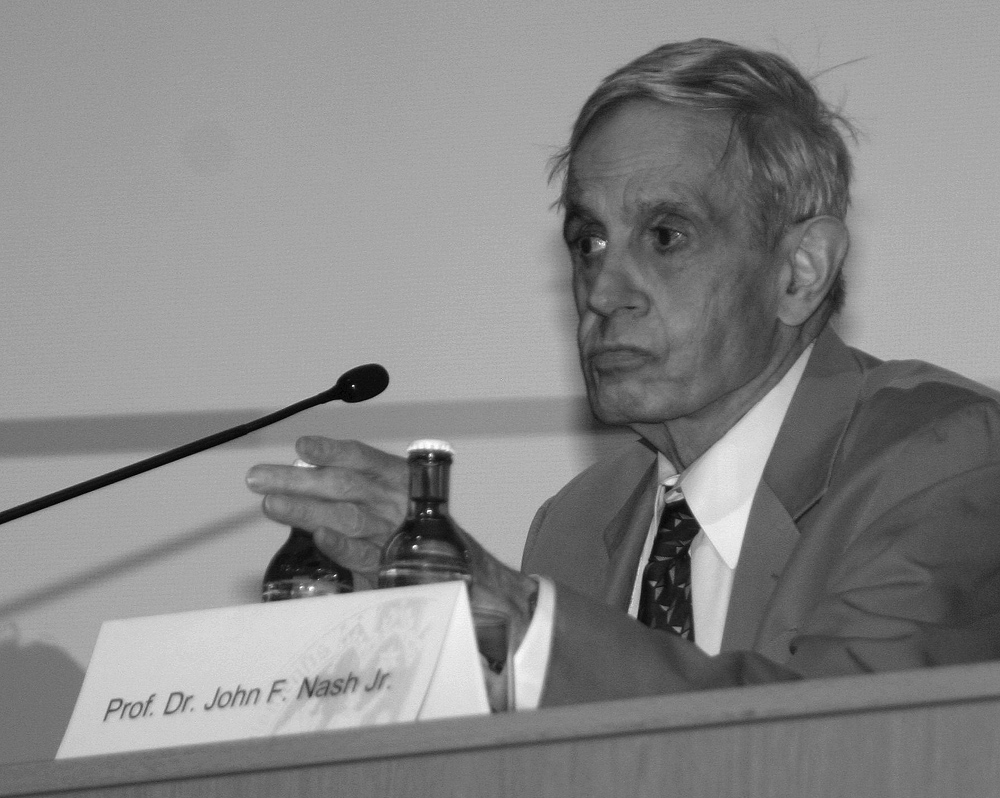
John F. Nash
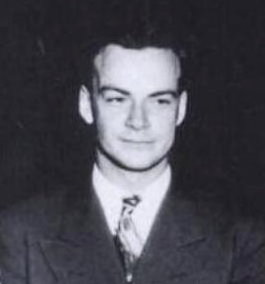
Richard Feynman
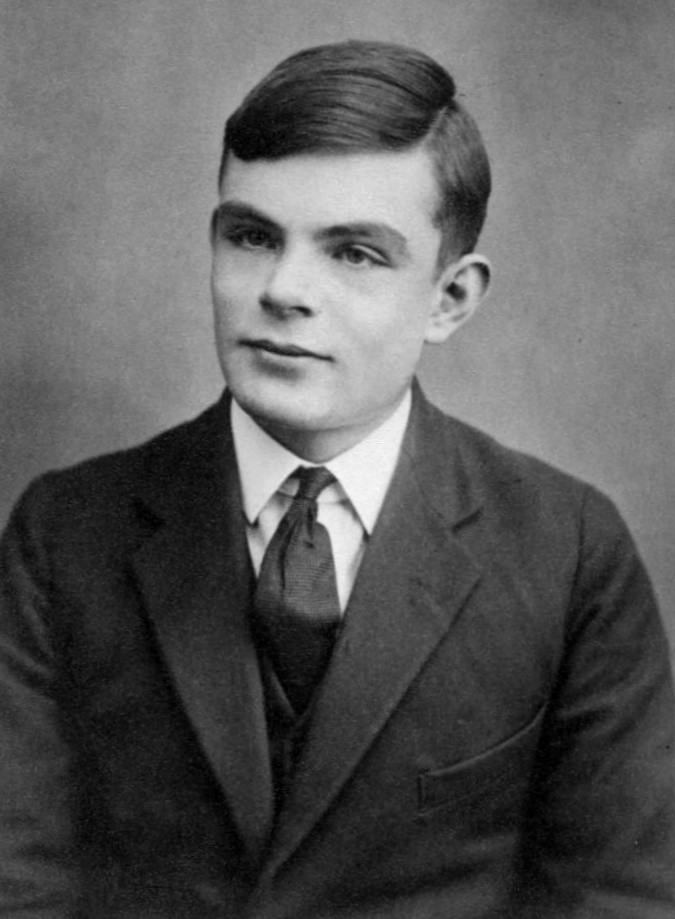
Alan Turing
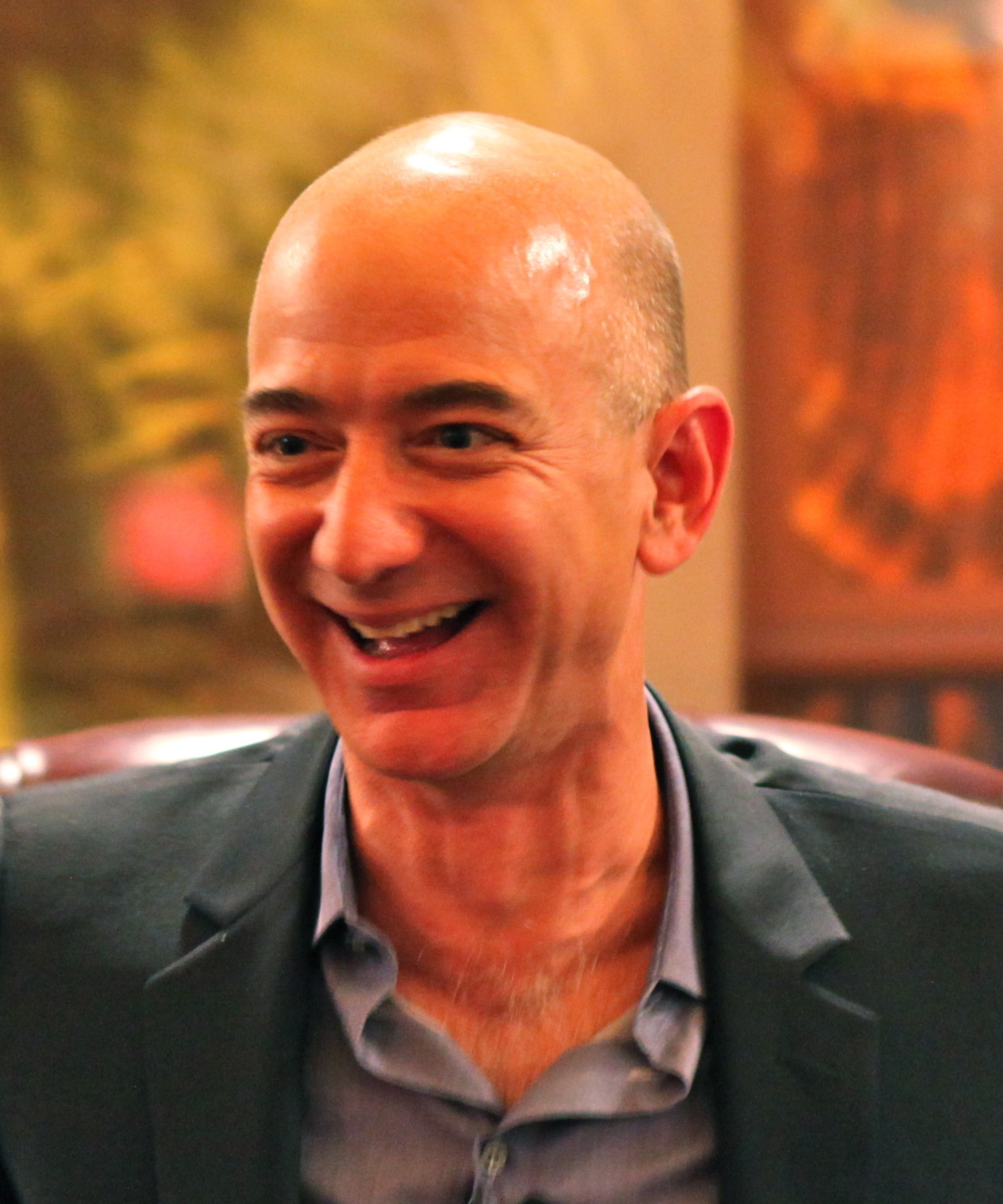
Jeff Bezos
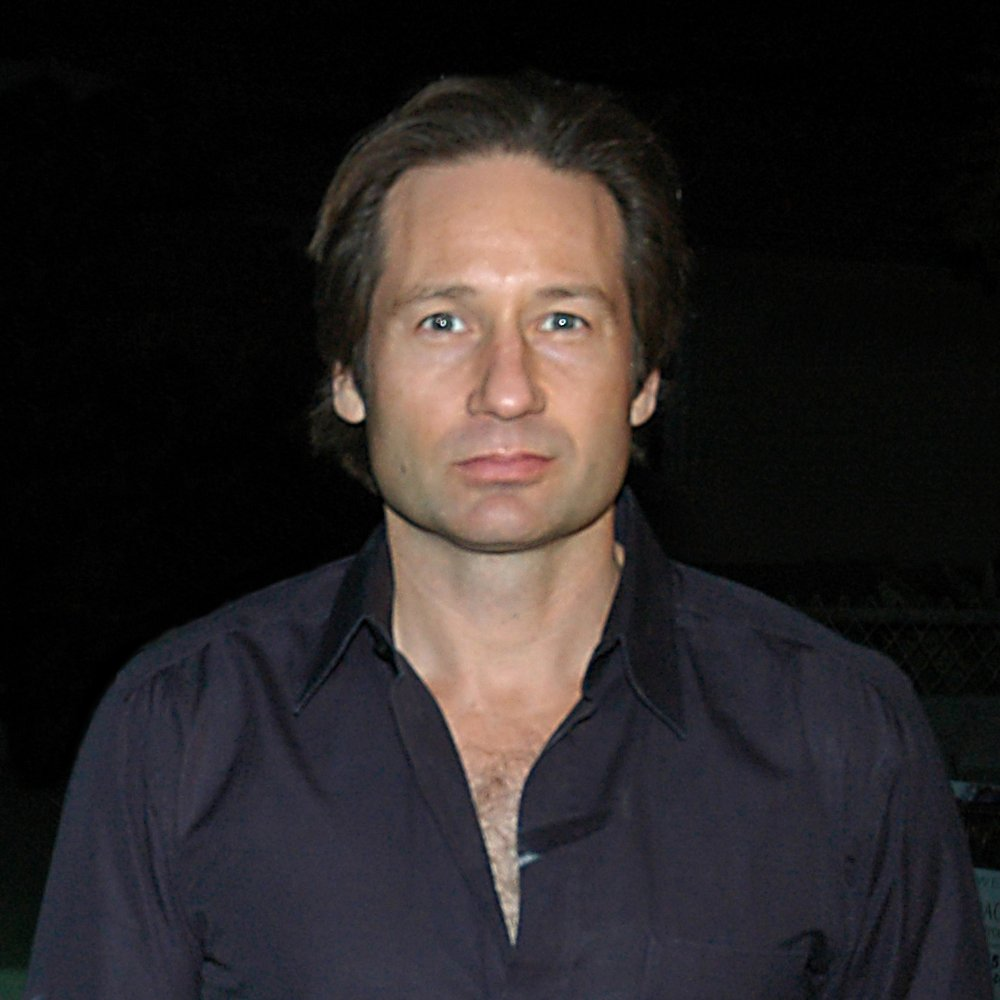
David Duchovny
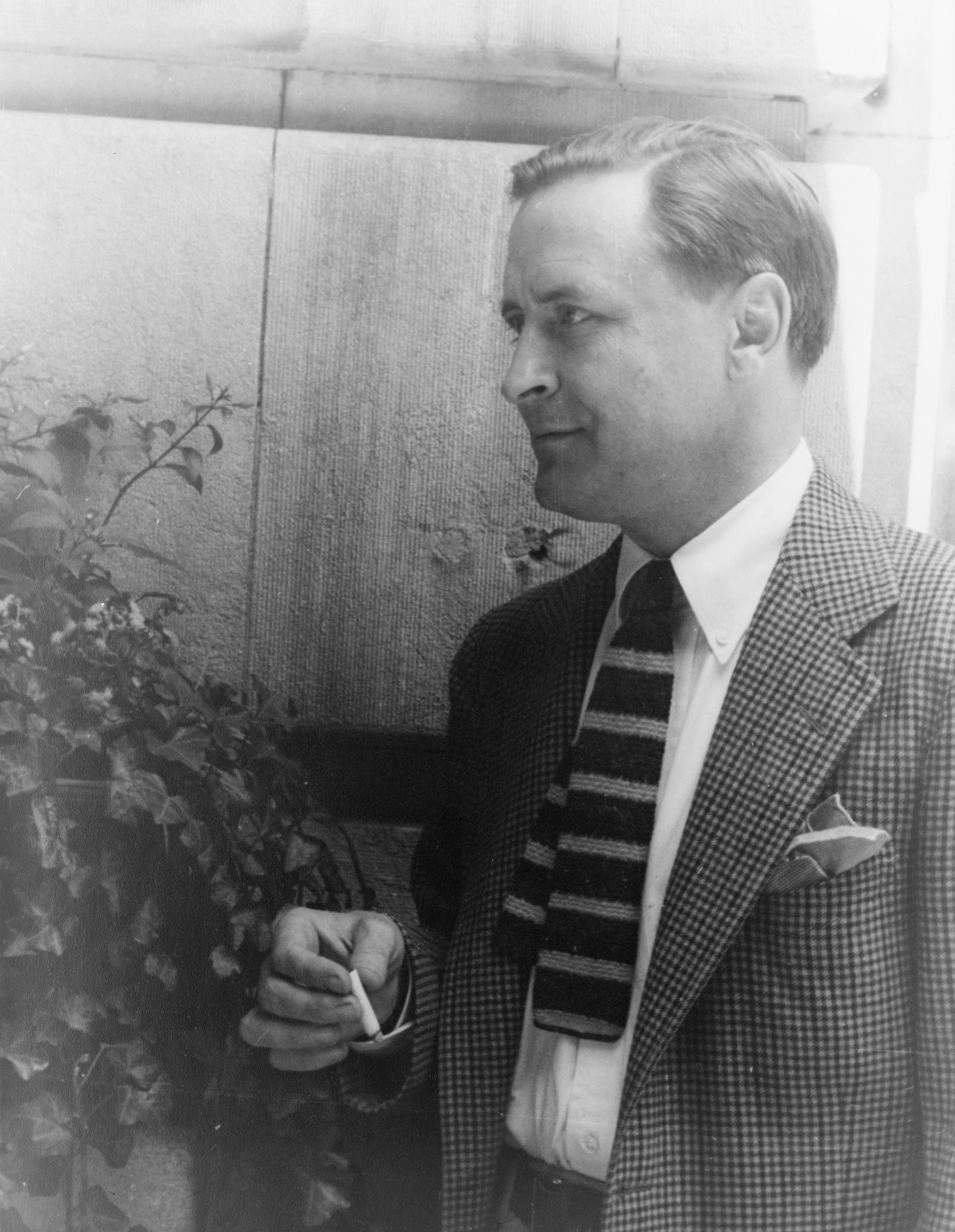
F. Scott Fitzgerald
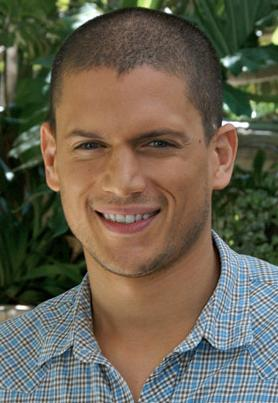
Wentworth Miller
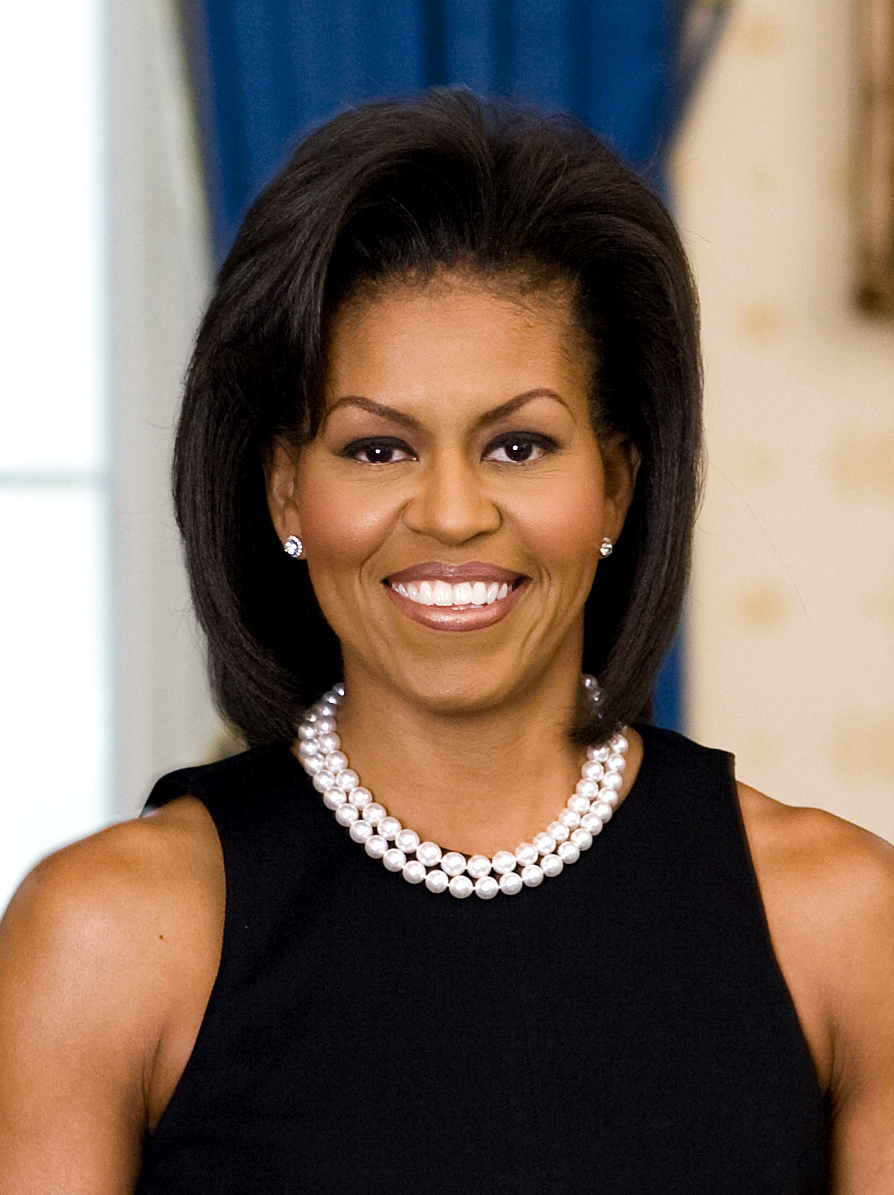
Michelle Obama
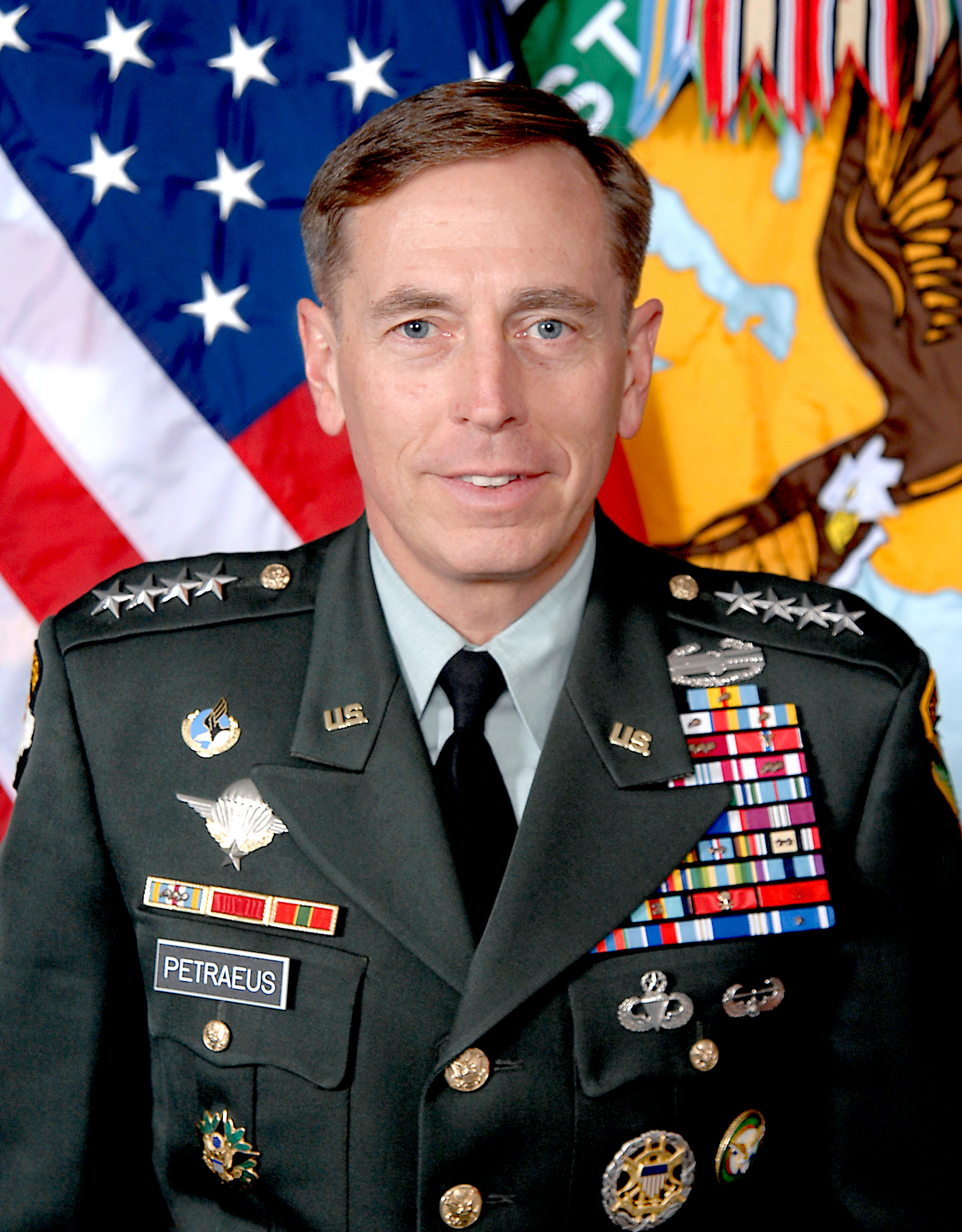
Generaal Petraeus

Hieronder een completere lijst met (voormalige) studenten en enkele professoren.

### Staatshoofden
- James Madison A.B., 4e president van de Verenigde Staten
- Woodrow Wilson A.B., 28e president van de Verenigde Staten
- John F. Kennedy Class of 1939, 35e president van de Verenigde Staten
- Syngman Rhee Ph.D., 1e president van Zuid-Korea
- Koningin Noor van Jordanië A.B., koningin van Jordanië
- Fakhruddin Ahmed Ph.D., interim-premier van Bangladesh
- Chung Un-chan Ph.D, premier van Zuid-Korea
- Pedro Pablo Kuczynski M.P.A., premier van Peru
- Idrissa Seck, premier van Senegal
- Paul van Zeeland, Ph.D, premier van België

### Ministers, kabinetsleden en centrale bankiers
- Aaron Burr A.B., 3e vicepresident van de Verenigde Staten
- George M. Dallas A.B., 11e vicepresident van de Verenigde Staten
- John C. Breckinridge A.B., 14e vicepresident van de Verenigde Staten
- Josephat Karanja Ph.D, vicepresident van Kenia
- Lloyd Axworthy A.M., Ph.D, Minister van Buitenlandse Zaken van Canada
- James Baker, A.B., Stafchef van het Witte Huis, Minister van Financiën en Minister van Buitenlandse Zaken van de Verenigde Staten
- John M. Berrien, A.B., Minister van Justitie van de Verenigde Staten
- George Bibb, A.B., Minister van Financiën van de Verenigde Staten
- W. Michael Blumenthal, M.P.A., A.M., Ph.D, Minister van Financiën van de Verenigde Staten
- Joshua Bolten, A.B., Stafchef van het Witte Huis (Verenigde Staten)
- William Bradford, A.B., A.M., Minister van Justitie van de Verenigde Staten
- Benjamin H. Brewster, A.B., Minister van Justitie van de Verenigde Staten
- George W. Campbell, A.B., Minister van Financiën van de Verenigde Staten
- Frank Carlucci, A.B., Minister van Defensie van de Verenigde Staten
- Jorge Castañeda Gutman, A.B., Minister van Buitenlandse Zaken van Mexico
- Kemal Derviş, Ph.D, Minister van Economische Zaken van Turkije
- John Foster Dulles, A.B., Minister van Buitenlandse Zaken van de Verenigde Staten
- Wim van Eekelen, A.B., Minister van Defensie van Nederland
- Horst Ehmke, Minister van Justitie van de Bondsrepubliek Duitsland
- James Forrestal, Minister van Defensie van de Verenigde Staten
- John Forsyth, A.B., Minister van Buitenlandse Zaken van de Verenigde Staten
- Jim Flaherty, A.B., Minister van Financiën van Canada
- Louka Katseli, M.P.A., Ph.D, Minister van Economische Zaken en Minister van Sociale Zaken van Griekenland
- Nicholas Katzenbach, A.B., Minister van Justitie van de Verenigde Staten
- Charles Lee, A.B., Minister van Justitie van de Verenigde Staten
- Edward Livingston, A.B., Minister van Buitenlandse Zaken van de Verenigde Staten
- Prins Ghazi bin Muhammed A.B., Minister van Cultuur van Jordanië
- John Nelson, A.M., Minister van Justitie van de Verenigde Staten
- Juan Carlos Pinzón, M.P.P, Minister van Defensie van Colombia
- Donald Rumsfeld, A.B., Minister van Defensie van de Verenigde Staten
- Richard Rush, A.B., Minister van Justitie en Minister van Financiën van de Verenigde Staten
- Prins Saud bin Faisal bin Abdul-Aziz, A.B., Minister van Buitenlandse Zaken van Saoedi-Arabië
- Nathan Shamuyarira, A.B., Minister van Buitenlandse Zaken van Zimbabwe
- George Shultz, A.B., Minister van Arbeid, Minister van Financiën en Minister van Buitenlandse Zaken van de Verenigde Staten
- Robert Smith, A.B., Minister van Buitenlandse Zaken van de Verenigde Staten
- Samuel Southard, A.B., Minister van Financiën van de Verenigde Staten
- Bruno Stagno Ugarte, M.P.P, Minister van Buitenlandse Zaken van Costa Rica
- Alexander Trowbridge, A.B., Minister van Economische Zaken van de Verenigde Staten
- Abel P. Upshur, Minister van Buitenlandse Zaken van de Verenigde Staten
- Fakhruddin Ahmed, Ph.D, Gouverneur van de Centrale Bank van Bangladesh
- Nicholas Biddle, A.B., President van de Centrale Bank van de Verenigde Staten
- Alan Blinder, A.B., Vicevoorzitter van de Centrale Bank van de Verenigde Staten
- David Dodge, Ph.D., Gouverneur van de Centrale Bank van Canada
- Paul Jenkins, Vice-gouverneur van de Centrale Bank van Canada
- Rakesh Mohan, A.M., Ph.D., Vice-gouverneur van de Centrale Bank van India
- Frederick Schultz, A.B., Vicevoorzitter van de Centrale Bank van de Verenigde Staten
- Paul Volcker, A.B., Voorzitter van de Centrale Bank van de Verenigde Staten
- Zhu Min, M.P.A., Vice-gouverneur van de Centrale Bank van China

### Nobelprijzen
- Arthur Lewis, voormalig hoogleraar, Economie 1979
- Gary Becker A.B., Economie 1992
- John Forbes Nash Ph.D., Economie 1994
- James Heckman M.A. & Ph.D, Economie 2000
- Michael Spence A.B., Economie 2001
- Daniel Kahneman Professor Emeritus, Economie 2002
- Eric Maskin Visiting Professor, Economie 2007
- Paul Krugman, Economie 2008
- Arthur Compton Ph.D, Natuurkunde 1927
- Clinton Davisson Ph.D, Natuurkunde 1937
- John Bardeen Ph.D, Natuurkunde 1956 en 1972
- Robert Hofstadter Ph.D, Natuurkunde 1961
- Richard Feynman Ph.D, Natuurkunde 1965
- Steven Weinberg Ph.D, Natuurkunde 1979
- Joseph Hooton Taylor Professor, Natuurkunde 1993
- Daniel C. Tsui, Professor, Natuurkunde 1998
- Frank Wilczek M.A. & Ph.D, Natuurkunde 2004
- Edwin McMillan Ph.D, Scheikunde 1951
- Richard Smalley Ph.D, Scheikunde 1996
- Osamu Shimomura Onderzoeker, Scheikunde 2008
- Eric Wieschaus Professor, Fysiologie of geneeskunde 1995
- Eugene O'Neill Class of 1910, Literatuur 1936
- Toni Morrison Professor, Literatuur 1993

### Zakenleven
- John Bogle A.B., Oprichter en CEO van The Vanguard Group
- Youngsuk Chi A.B., CEO van Elsevier
- Charles W. Coker A.B., voormalig CEO van Sonoco Products
- Ralph Denunzio A.B., voormalig CEO van Kidder, Peabody & Co.
- Harvey S. Firestone, Jr. class of 1920, voormalig CEO Firestone Tire and Rubber Company
- Irvine O. Hockaday, Jr. A.B., voormalig CEO Hallmark Cards
- Andrea Jung A.B., CEO Avon Products
- Joe Kennedy B.S.E., CEO en President van Pandora Internet Radio
- Donold Lourie A.B., CEO van Quaker Oats Company
- Eric Schmidt B.S.E., CEO van Google
- William Clay Ford Jr., CEO van Ford
- Daniel J. Warmenhoven B.S.E., CEO van NetApp, Inc.
- Meg Whitman A.B., CEO van Ebay
- Larry Lucchino A.B., CEO van de Boston Redsox
- Terdema Ussery A. B., CEO van de Dallas Mavericks
- John Katzman A.B., Oprichter van de Princeton Review
- F. Thomson Leighton B.S.E., Medeoprichter van Akamai Technologies
- Ralph Warner A.B., Medeoprichter van Nolo Press
- Sir Gordon Wu B.S.E., oprichter van Hopewell Holdings Ltd
- Michael Stonebraker S.B., oprichter van Ingres Corporation
- Doug Lederman A.B., Oprichter van Inside Higher Ed
- Robert Sterling Yard B.A., Oprichter van The Wilderness
- Jim Lee, A.B., Medeoprichter van Image Comics
- Sam Higginbottom, Oprichter van Allahabad Agricultural Institute
- Jeff Bezos B.S.E., Oprichter van Amazon.com
- Phil Goldman B.S.E., Oprichter van WebTV
- James S. McDonnell M.S., Oprichter van McDonnell Aircraft Corporation

### Anderen
- Bob Bradley A.B., bondscoach voetbalteam VS
- Dean Cain A.B., acteur bekend van onder andere Superman
- Ethan Coen A.B., Academy Award-winnend regisseur
- Charles "Pete" Conrad, Jr., B.S.E. & M.A., derde man op de maan
- William Colby A.B., directeur CIA
- David Duchovny A.B., acteur bekend van onder andere the X-files en Californication
- Allen Dulles A.B., directeur CIA
- Malcolm Forbes A.B., Forbes Magazine
- Steve Forbes A.B., Forbes Magazine
- F. Scott Fitzgerald Class of 1917, Amerikaans schrijver
- Philip Gingerich A.B., paleontoloog
- Rebecca Gomperts, Nederlands arts, oprichter van Women on Waves
- A.B."Buzzy" Krongard A.B., directeur CIA
- Lyle Menendez, Amerikaans veroordeelde moordenaar[6]
- Wentworth Miller A.B., acteur bekend van onder andere Prison Break
- Robert Mueller, directeur FBI
- Michelle Obama A.B., first lady, vrouw van Barack Obama
- David Petraeus M.P.A. & Ph.D., Amerikaans generaal en directeur CIA
- Brooke Shields A.B., actrice en model
- Jimmy Stewart A.B., Academy Award-winnend acteur
- Alan Turing, Ph.D, computerpionier en crypto-analyticus

### In fictie
Film
- Bruce Wayne (Batman) in de film Batman Begins
- Evelyn Salt in de film Salt
- Dr. Jon Osterman/Doctor Manhattan in de film Watchmen
- President James Dale in de film Mars Attacks!
- Mary en Woogie in de film There's Something About Mary
- Osbourne Cox in de film Burn After Reading
- Dickie Greenleaf in de film The Talented Mr. Ripley
- Joel Goodson in de film Risky Business
- Amelia "Mia" Thermopolis in de film The Princess Diaries 2
- Mary Jensen in There's Something About Mary

Televisie
- Charlie Eppes en Larry Fleinhardt in de televieserie Numb3rs
- Philip en Carlton Banks in de televisieserie the Fresh Prince of Bel-Air
- President Charles Logan in de televisieserie 24
- Jack Donaghy in de televisieserie 30 Rock
- Mayor McDaniels in de televisieserie South Park
- Sondra Huxtable en Elvin Tibideaux in de televisieserie the Cosby Show
- Cecil Terwilliger, de tweelingbroer van Sideshow Bob in de televisieserie the Simpsons
- Snake in de televisieserie the Simpsons
- Sam Seaborn in de televisieserie The West Wing
- Megan in de televisieserie Weeds
- Paul Kinsey in de televisieserie Mad Men
- Leonard Hofstader in de televisieserie The Big Bang Theory

## Galerij

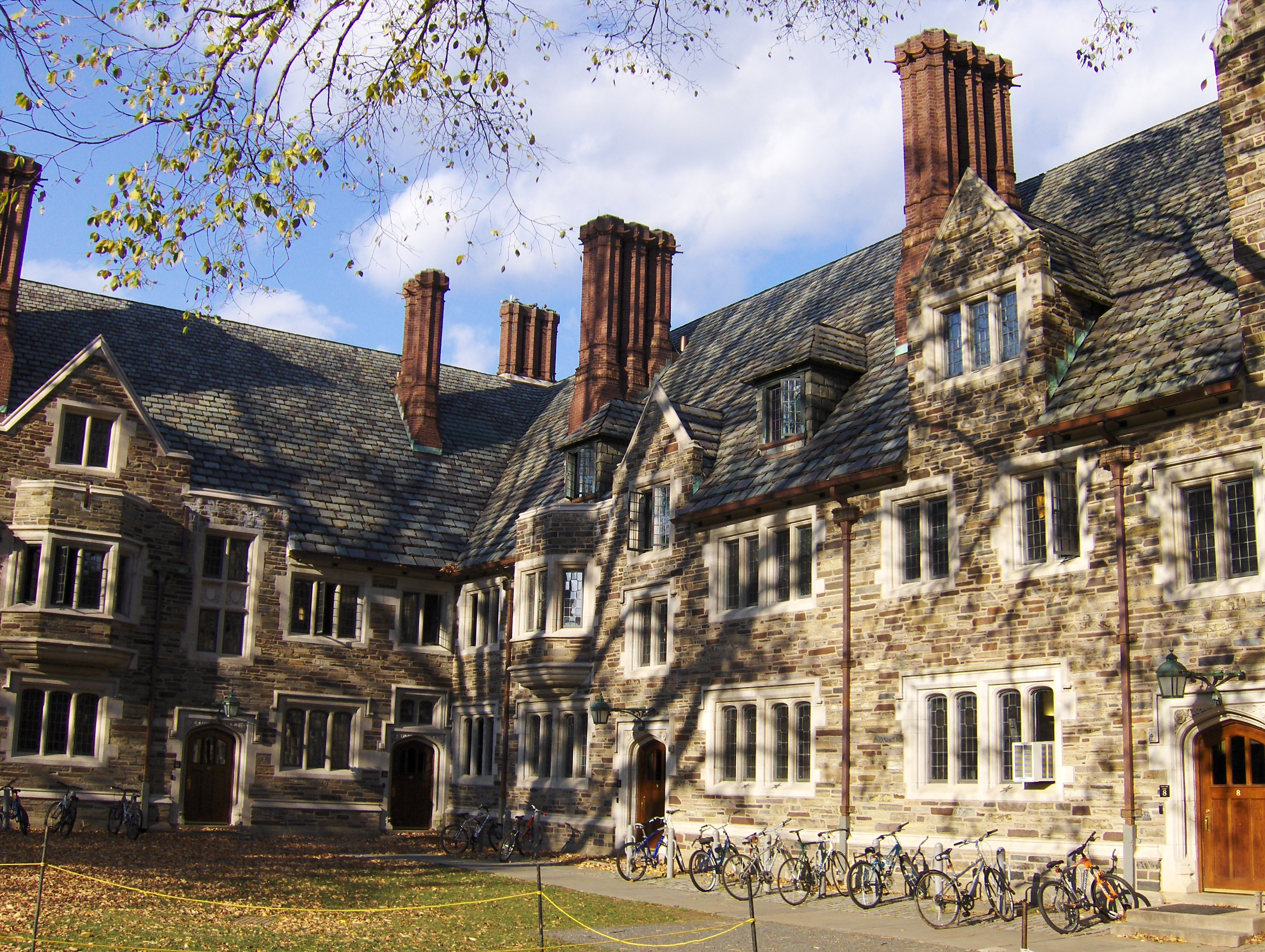
Holder Hall
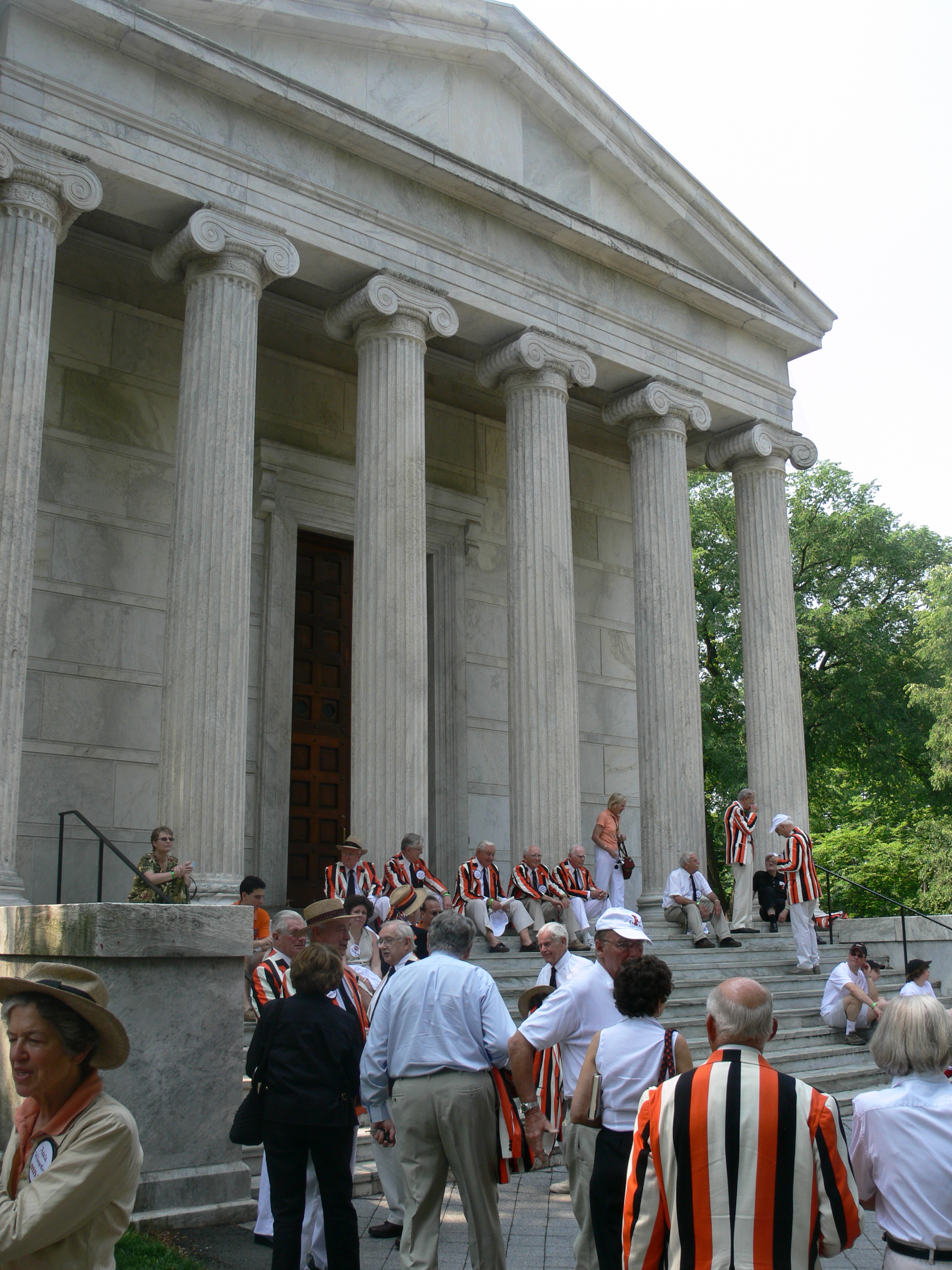
Pre-Rade
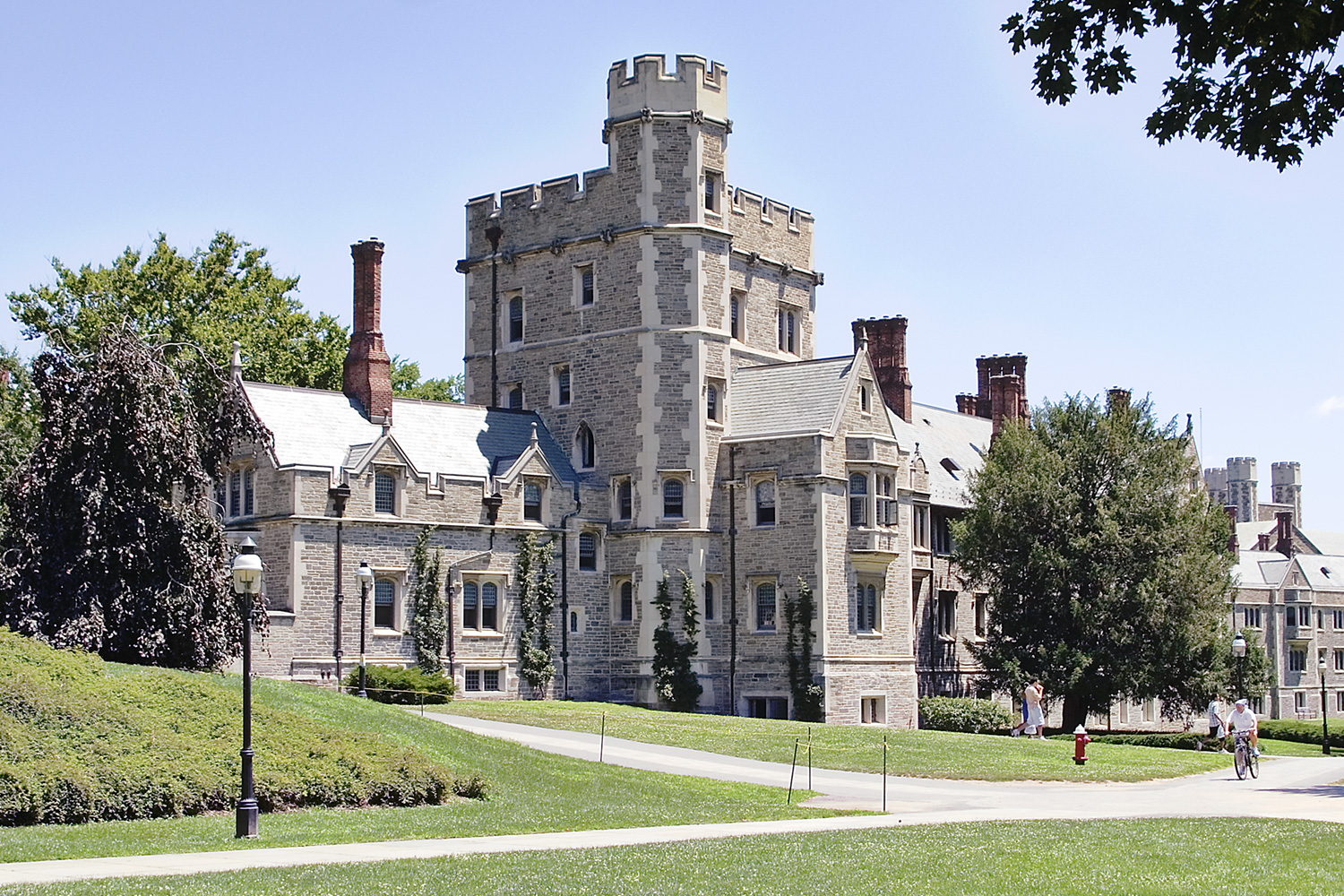
Blair Hall achterkant
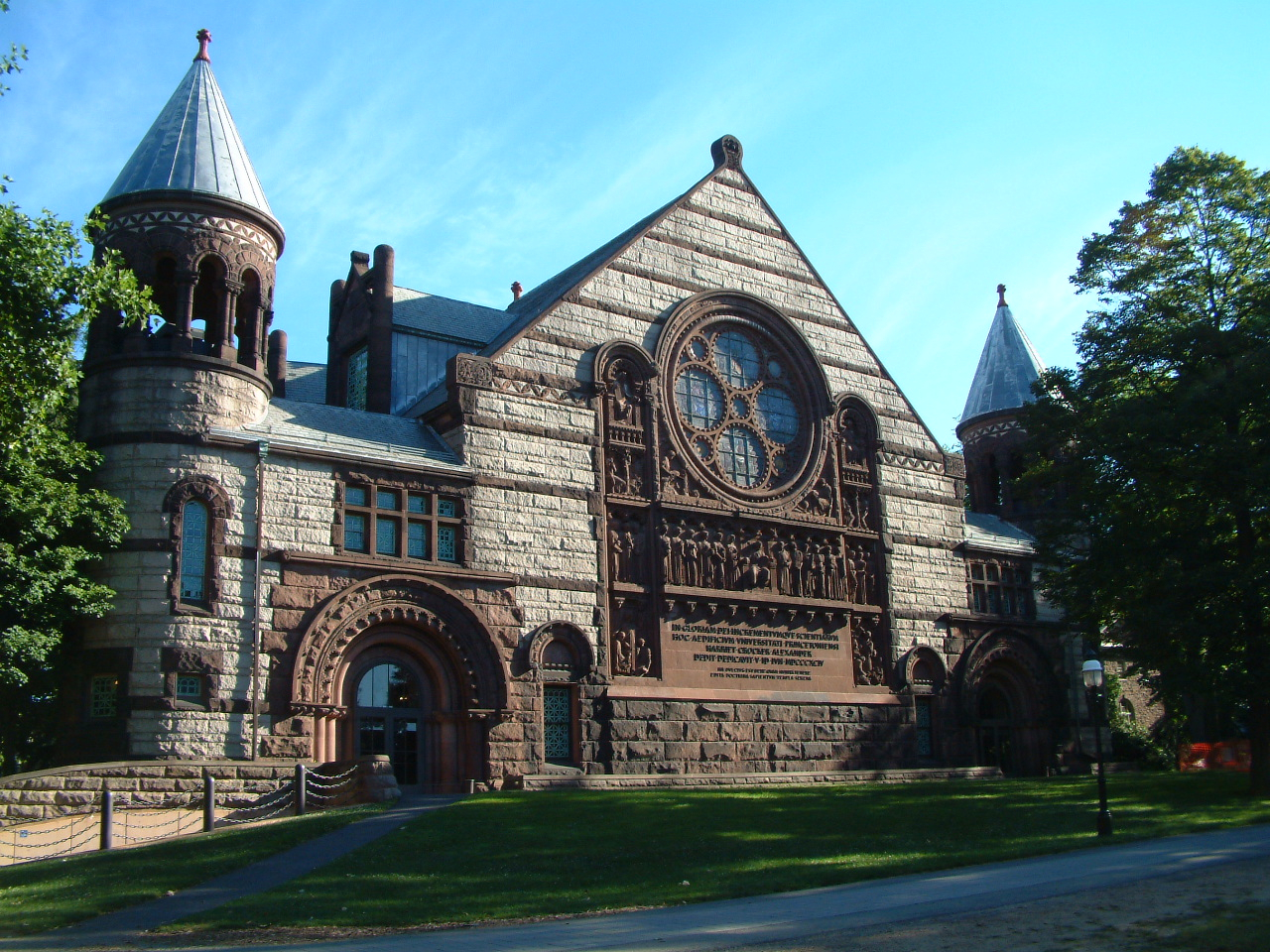
Alexander Hall
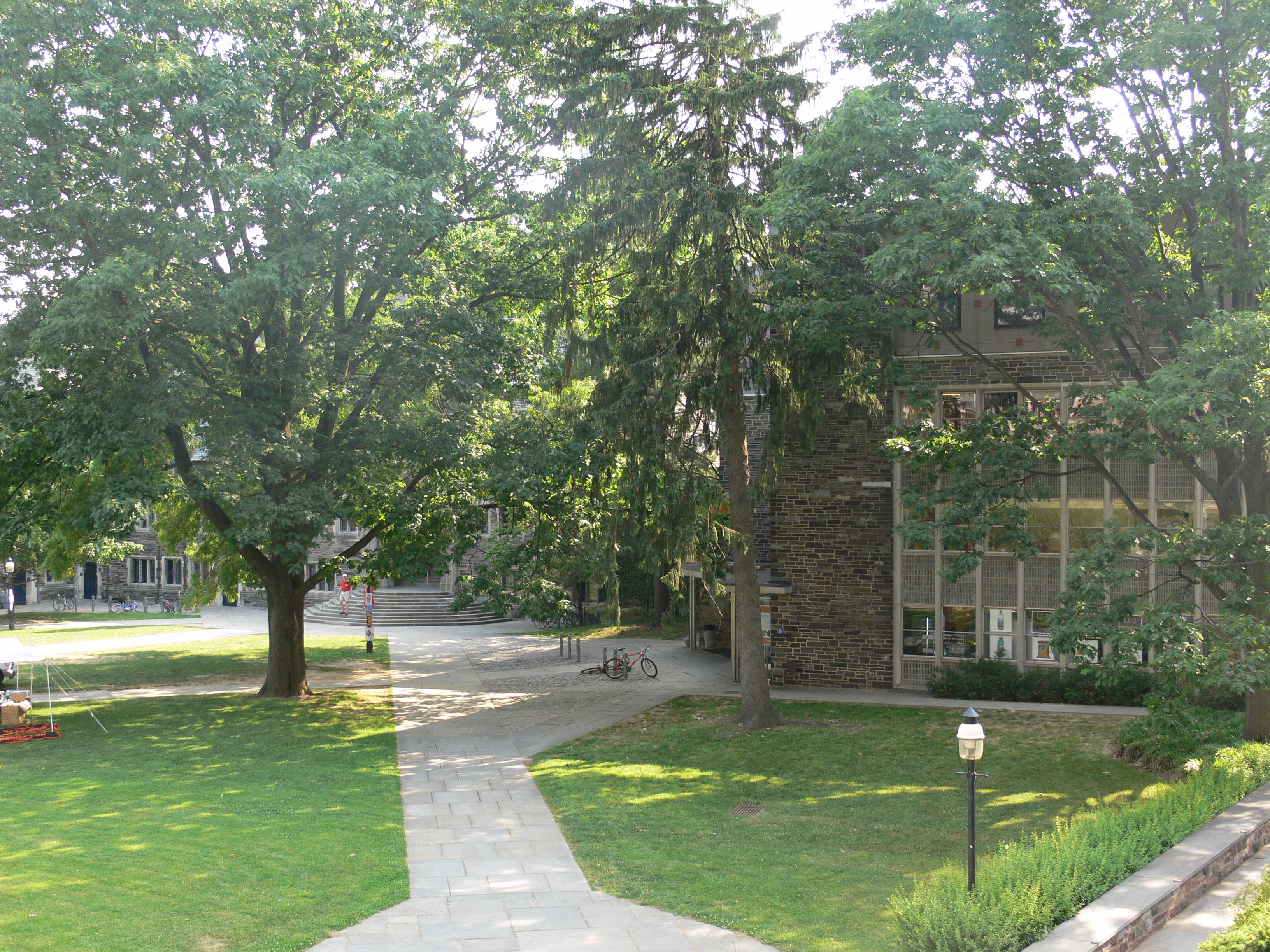
Princeton Campus
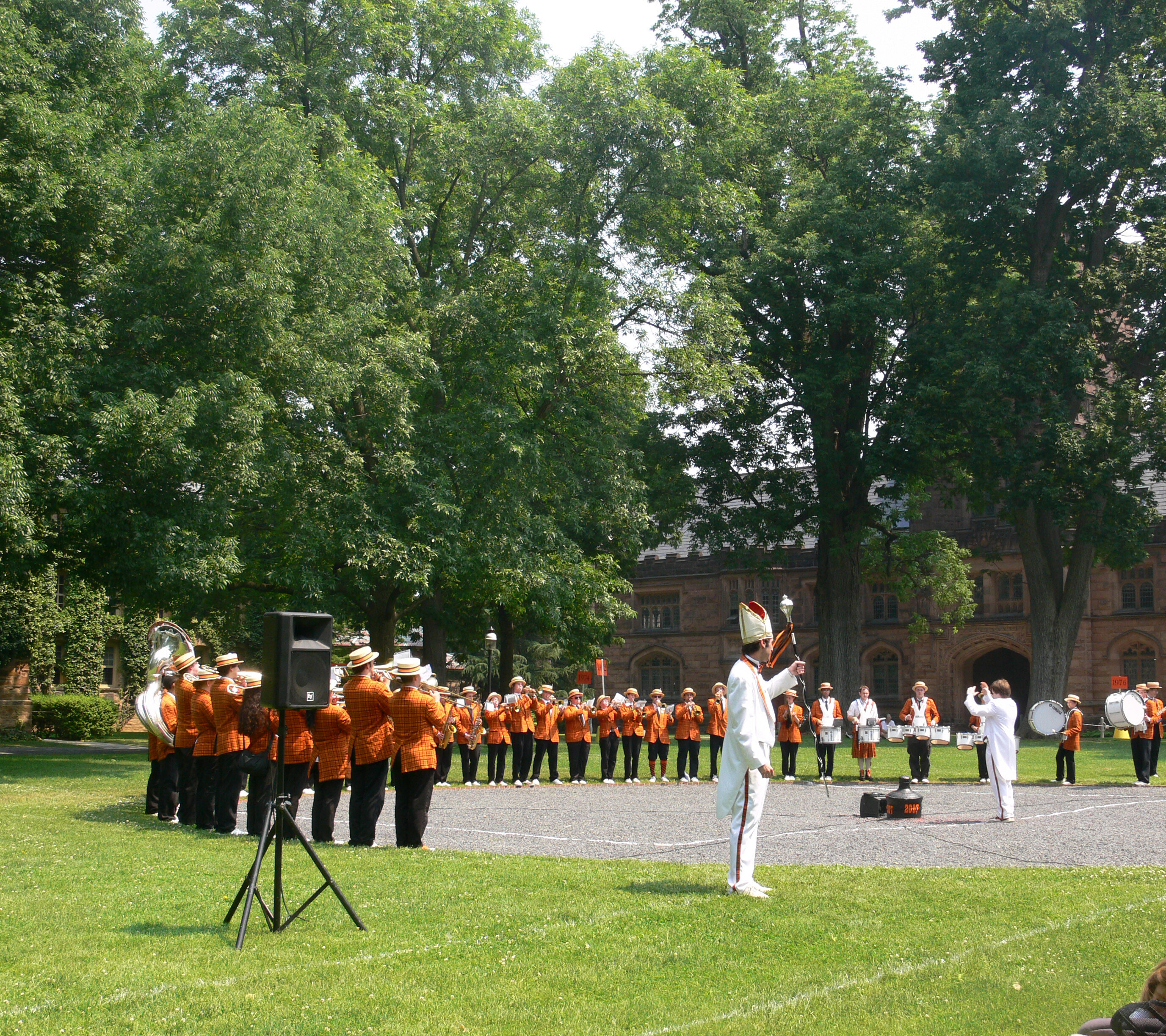
Princeton Band
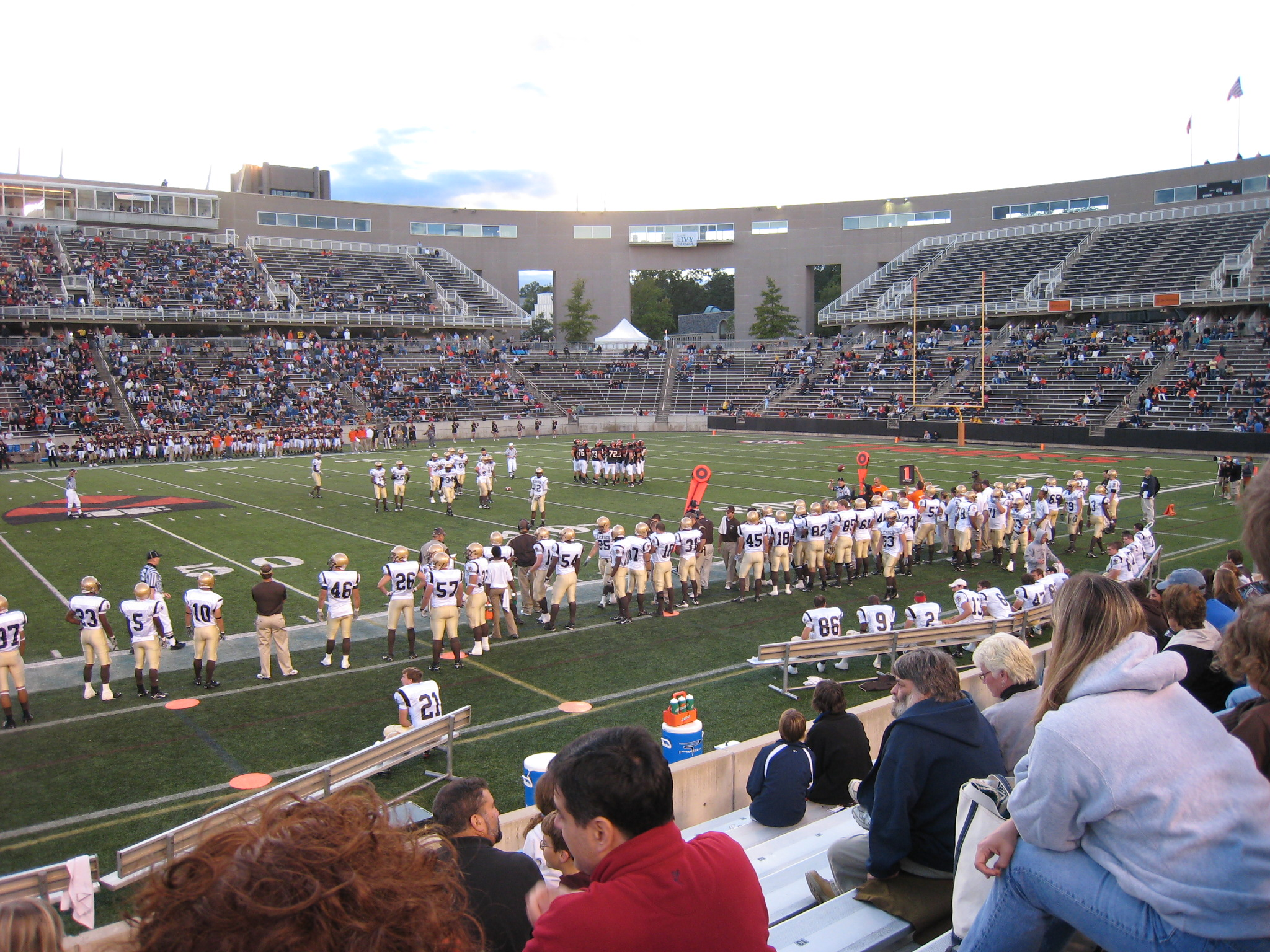
Princeton Stadion
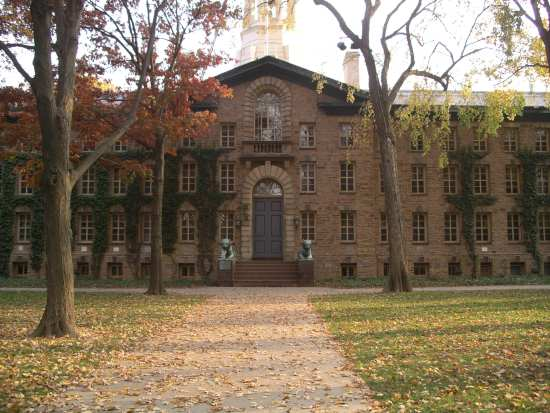
Nassau Hall
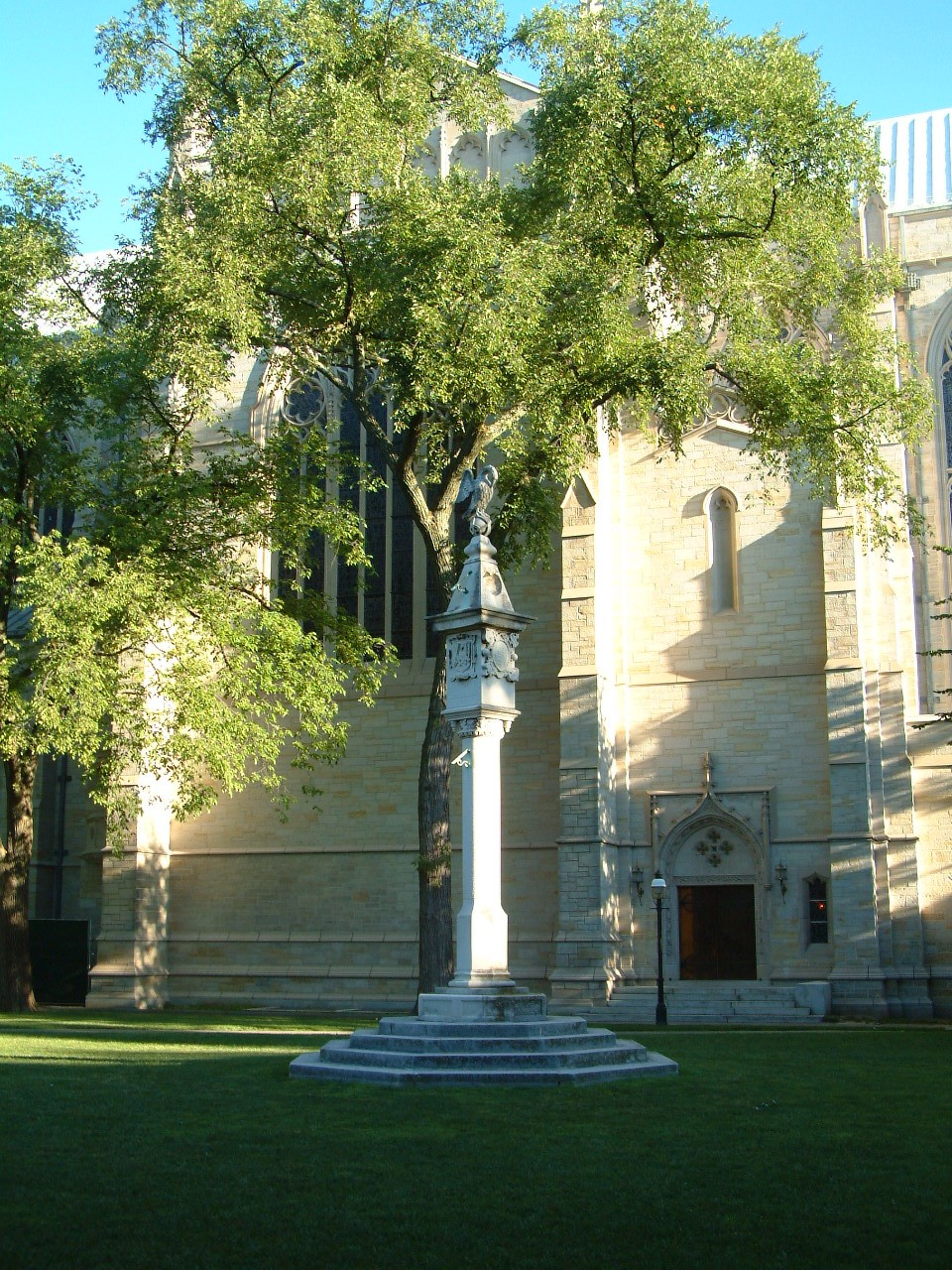
University Chapel
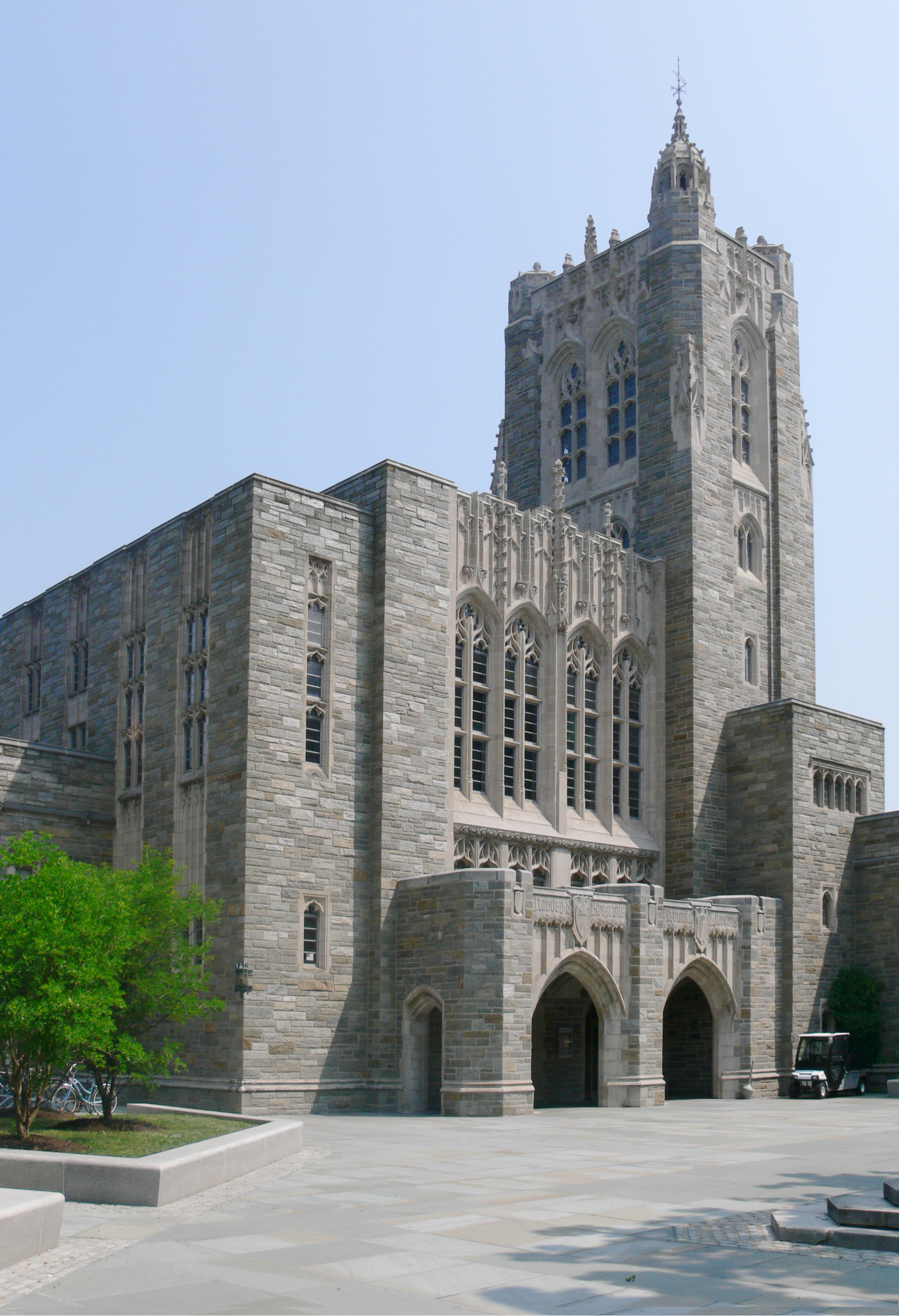
Firestone Library
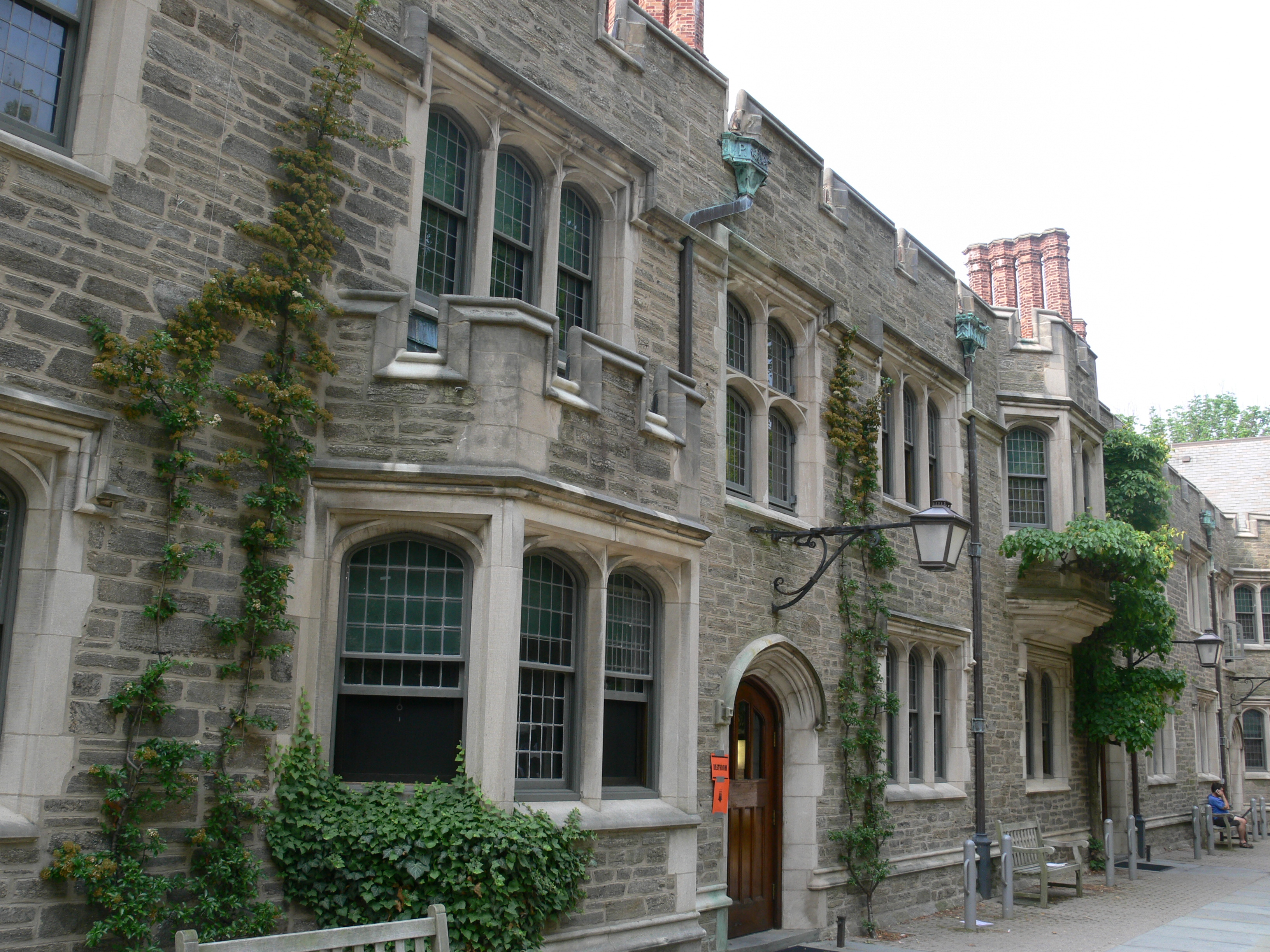
Buyer Hall
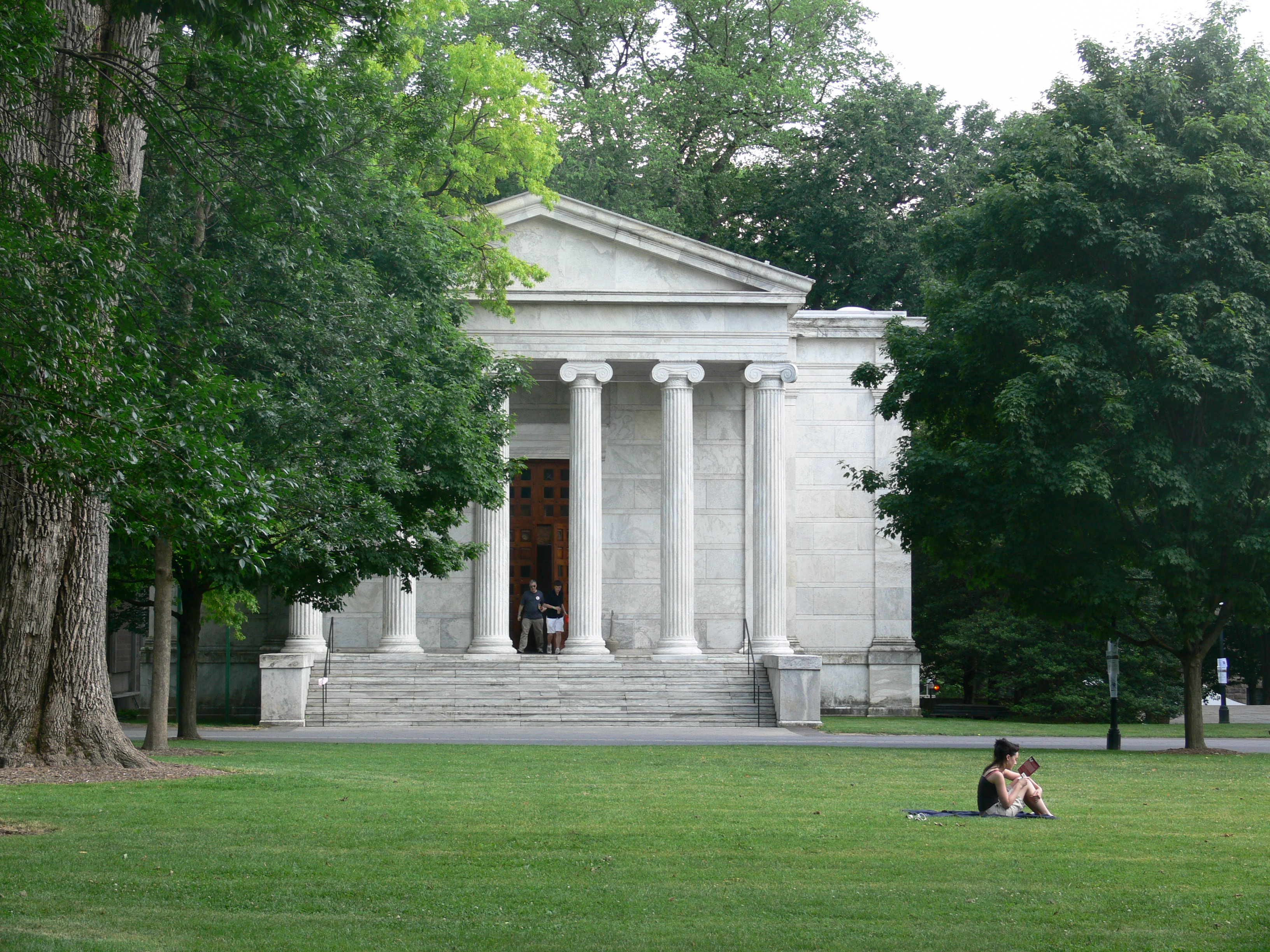
Whig Hall
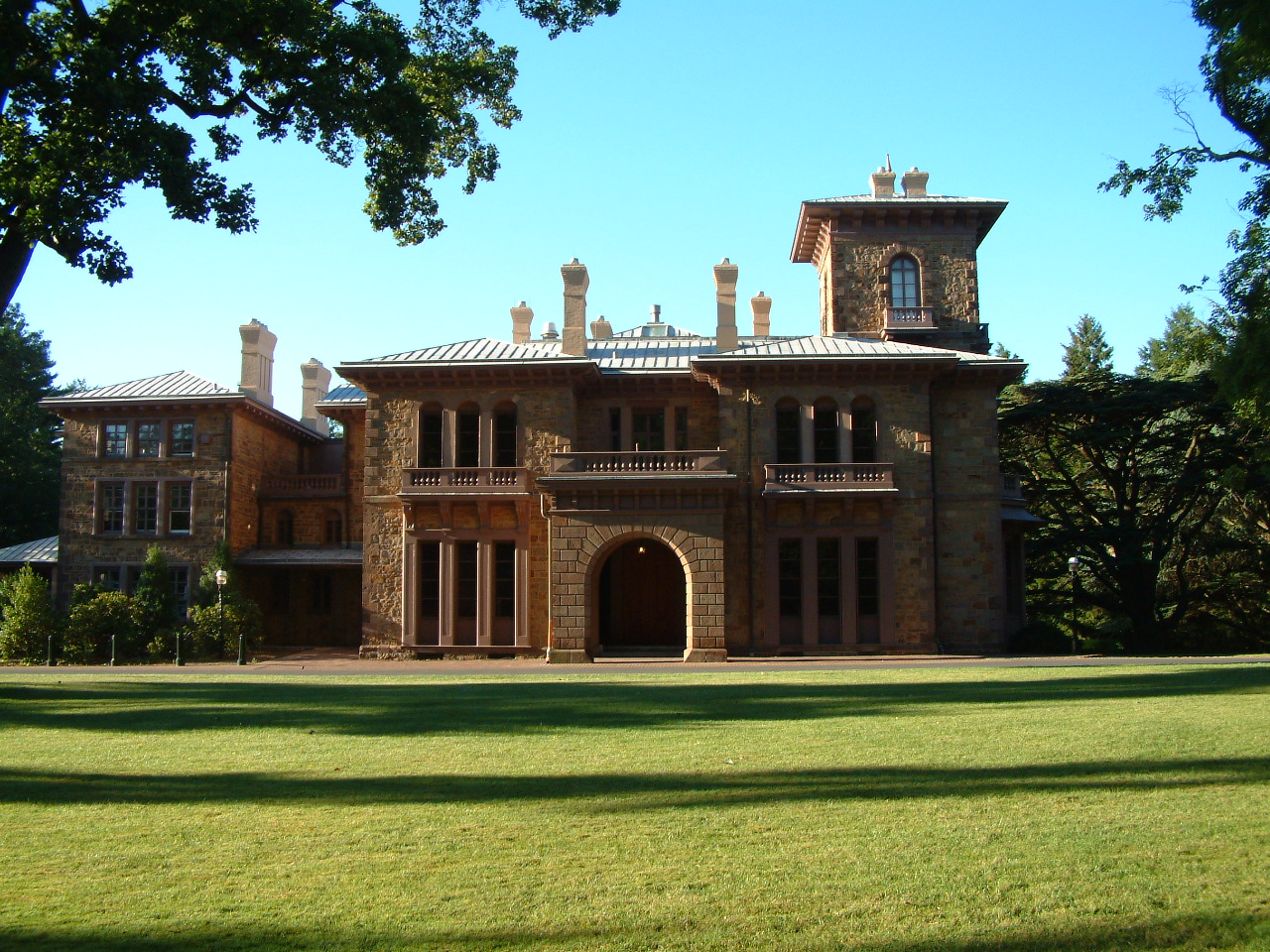
Princeton-universiteit Prospect
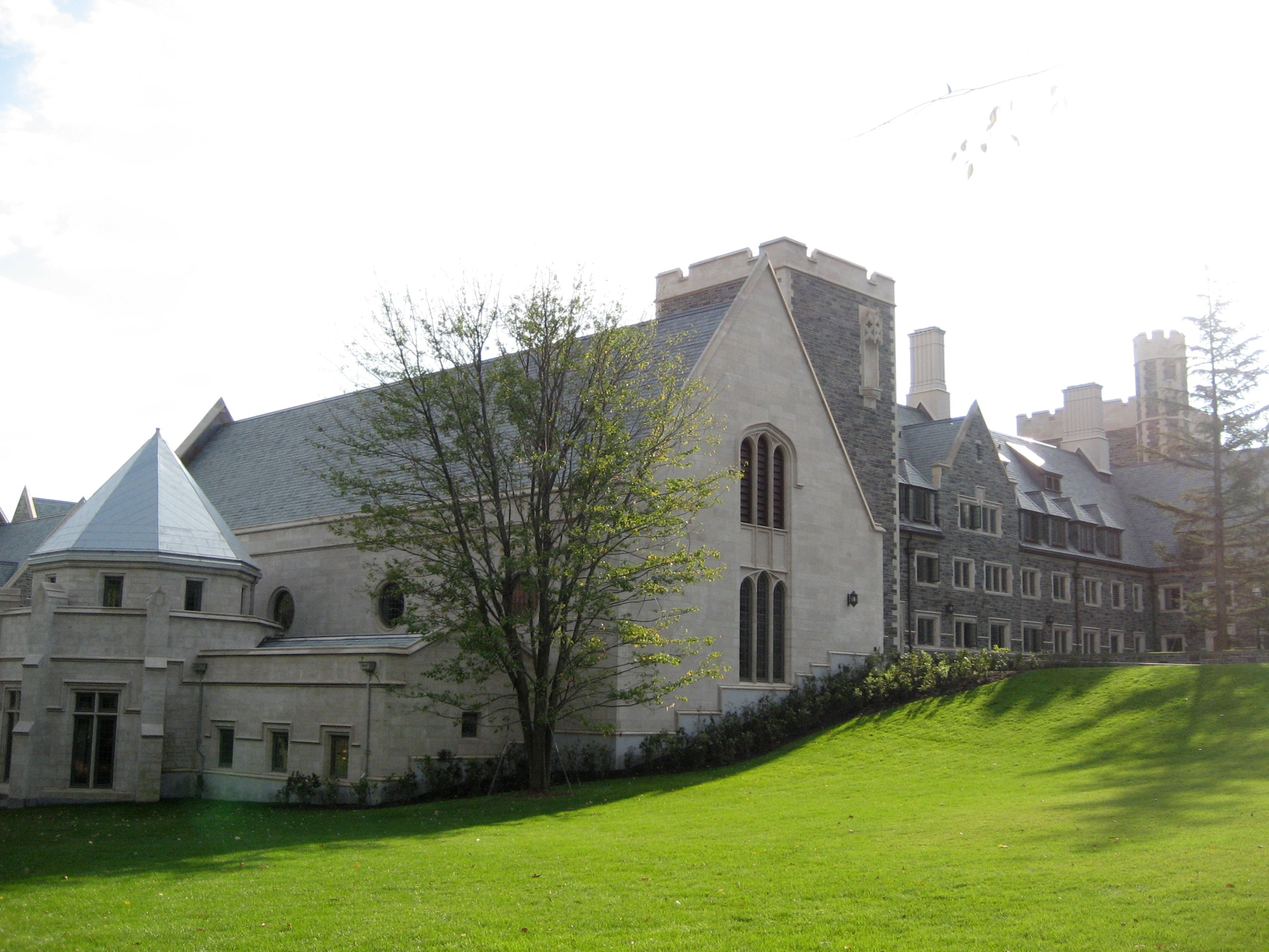
Whitman College
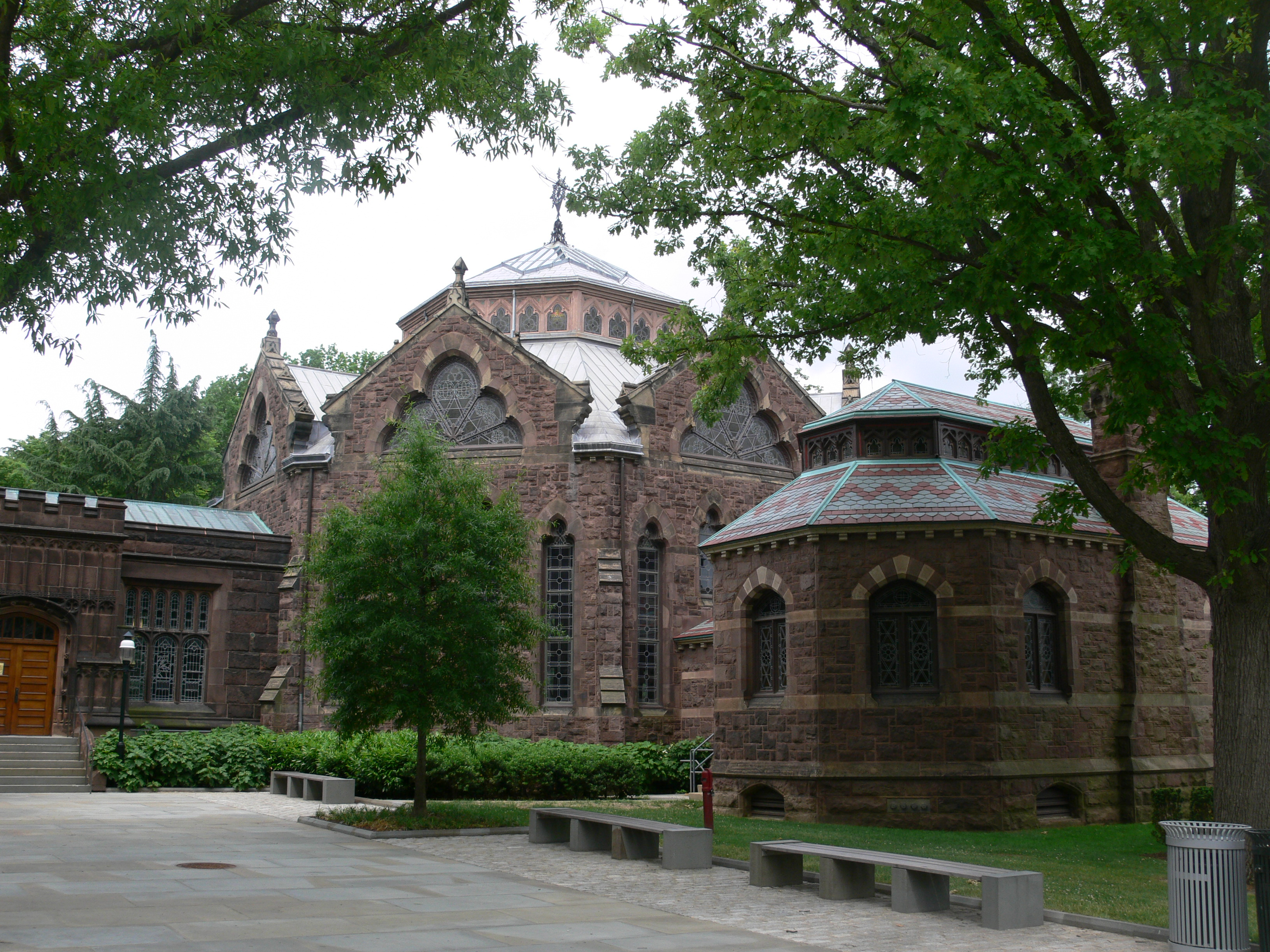
Chancellor Green
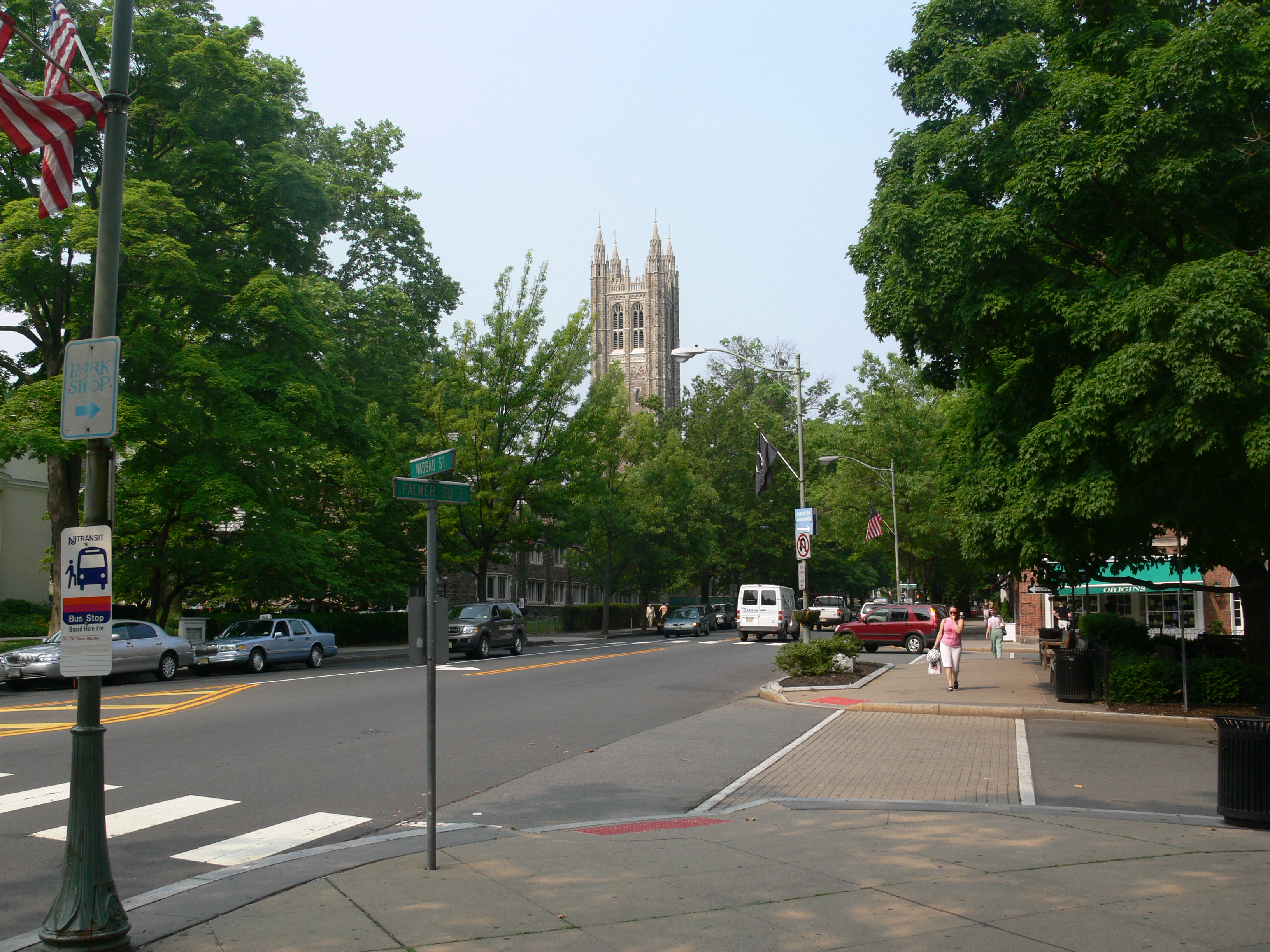
Holder Tower gezien vanaf Nassau Street
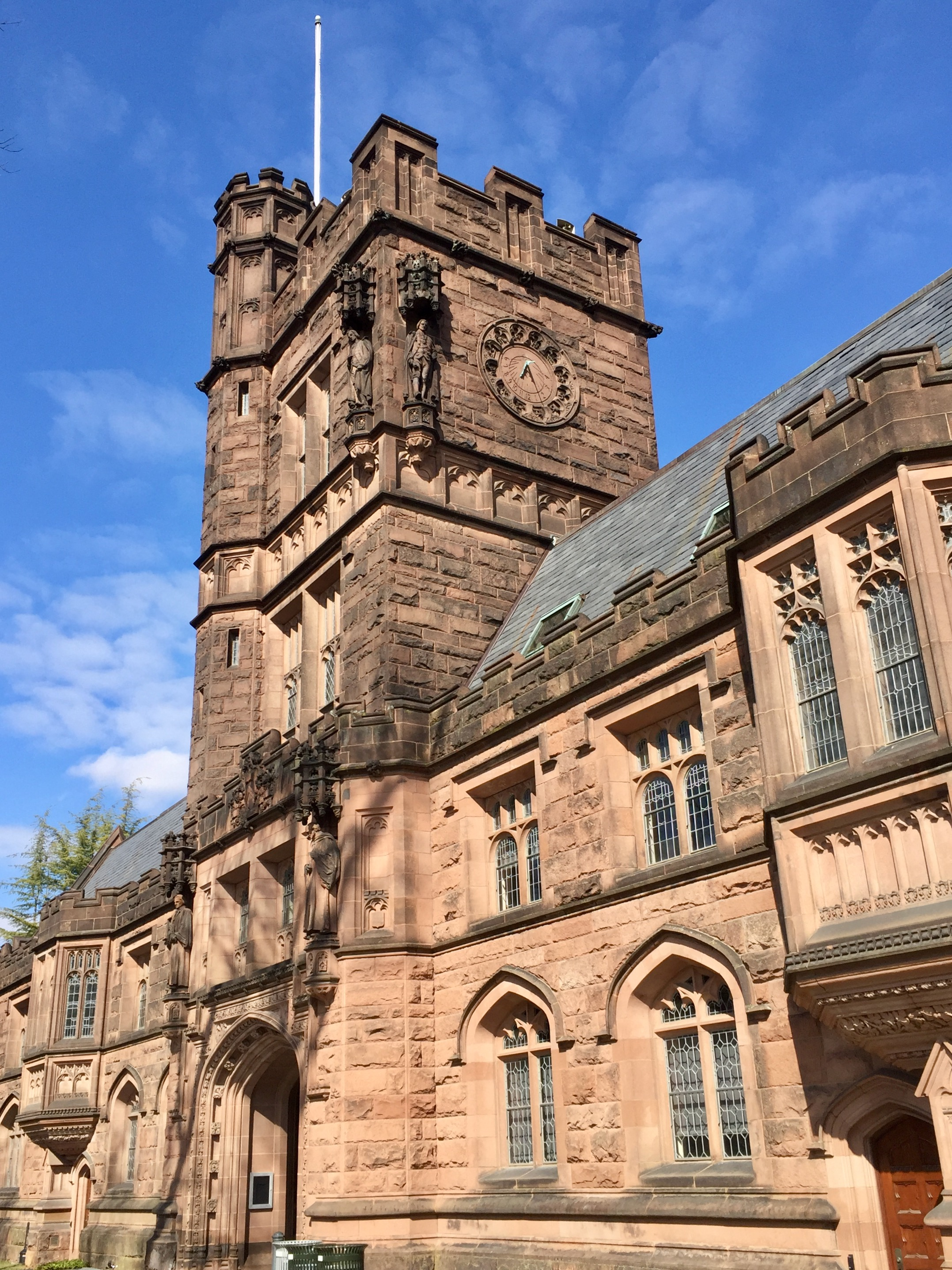
East Pyne Hall
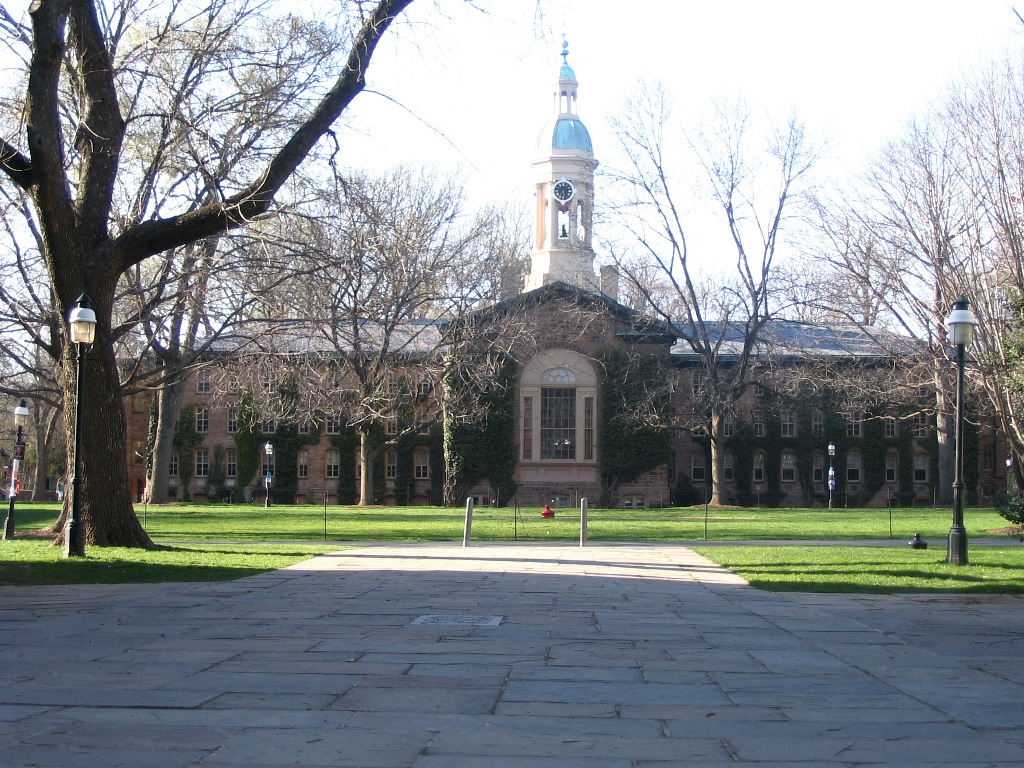
Nassau Hall
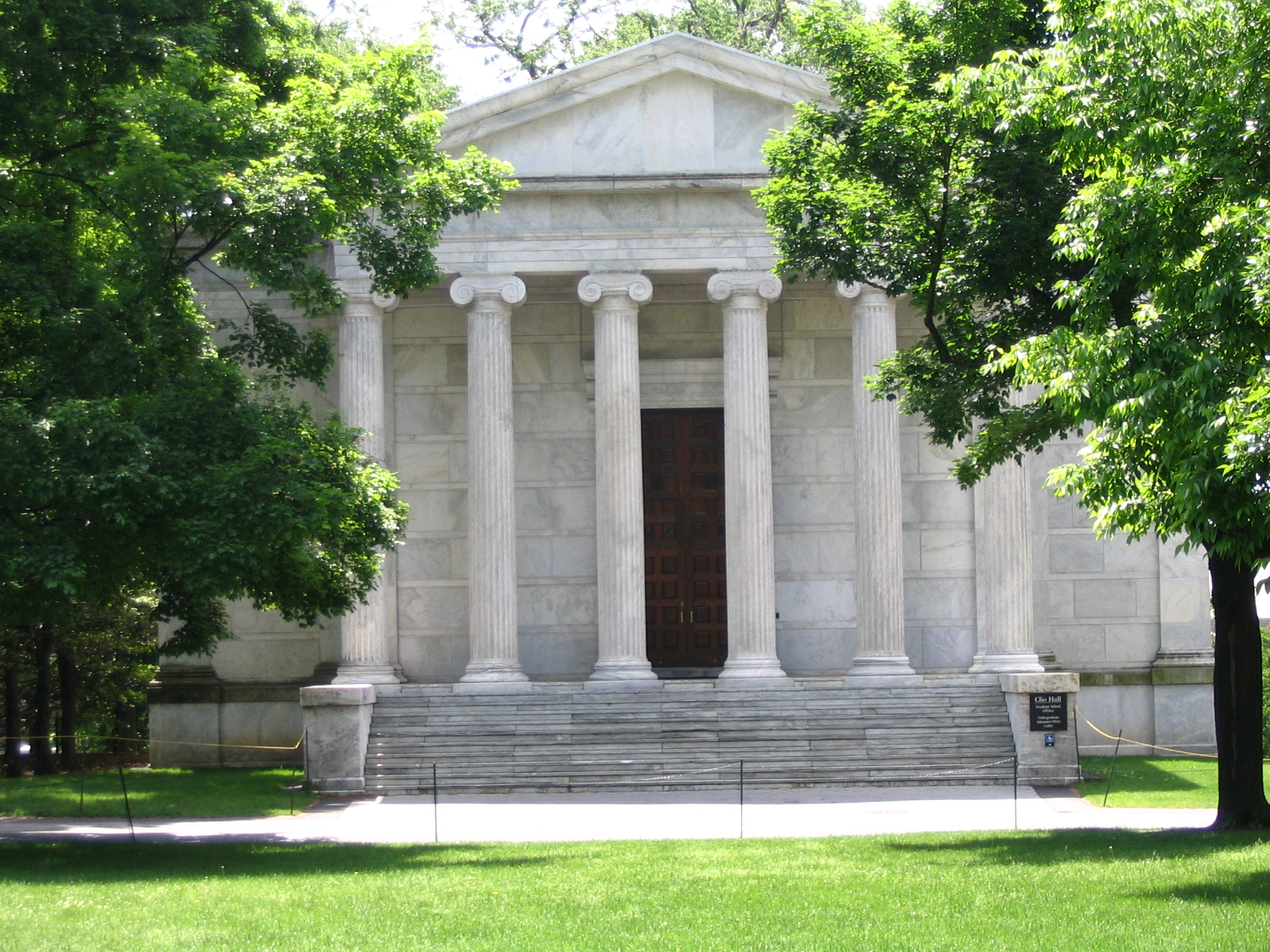
Clio Hall